# 汉惠帝
漢惠帝刘盈（前211年或前210年—前188年9月26日），漢朝將盈避諱為满，汉朝开国皇帝漢高帝刘邦和皇后吕雉之子。西汉第二代皇帝，於前195年6月26日—前188年9月26日在位，在位7年，其正式諡號為「孝惠皇帝」。
惠帝在位期间，以温柔敦厚的个性，积极推行黄老学说，注重国家的休养生息和无为而治，解除文化专制政策，修筑长安城，为巩固西汉政权，安定社会，促进经济文化的发展，作出了一定的贡献。惠帝在位时朝政深受母亲呂后干预，由于呂后具有压制性的影响力，並成为實際统治者，因此司马迁《史记》未设孝惠本纪，反而设《吕后本纪》。
由于有限的历史史料，加上其被呂后控制，史官为提高其異母弟汉文帝的地位，长期以来将惠帝视为一位“仁弱”君主，由司馬遷開始，古代学者稱在位时深受呂后臨朝聽政控制，对惠帝往往不太注意，且他所有的兒子都被陳平、周勃、夏侯嬰等大臣們在誅滅諸呂之際一同殺死滅口，更無子嗣可提，故只有偶爾宣揚其仁慈友愛的性格。
近世学者所著秦汉史更常直接对其略而不提，而对他的研究也屈指可数，近年有少数学者将他重新审视，稱其統治時與呂后配合，採用黃老之道，能與民休息。但另外的學者則稱，政治上建樹基本上屬於呂后的發揮，惠帝甚至不如部分东汉皇帝通過宦官與外戚大臣鬥爭而掌握实权，故评价不高。
惠帝之後的漢朝和西晉皇帝諡號中都有一「孝」字（除漢光武帝、晉武帝等），故常省略。

## 幼年生活
刘盈，生于前210年，是刘邦和吕雉之子，秦时泗川郡丰邑中阳里人。刘盈有一位异母兄长刘肥，为刘邦與外妇曹氏所生。有人認為根據后来刘肥之子刘襄为刘邦“嫡长孙”的说辞，以及吕雉父亲吕公要将吕雉许配给刘邦时说的“臣有息女，愿为季箕帚妾”，曹氏可能为刘邦原配，吕雉后来因故取代曹氏成为刘邦正妻，但也有人反對，其實「箕帚妾」是謙詞，不代表當時的劉邦有正妻。
刘盈还有一名同母姐姐。吕雉有两兄吕泽、吕释之，其中吕泽日后比刘邦率先起兵，有一支独立的军队，为刘邦在楚汉战争胜利起了很大作用。吕雉的妹妹吕媭为刘邦日后的重要将领樊哙的妻子。
刘盈年幼时，刘邦为泗上亭长，家境并不殷实，据叔孙通日后对刘邦的诤谏之词，刘邦和吕雉曾过着“攻苦食啖”的生活。司马迁《史记》卷八<高祖本纪>记述的一段具有神话色彩的轶事，反映了刘盈很小时，便跟随母亲和姐姐下田工作。刘盈不到两岁，刘邦走上了反秦之路，据《史记》<高祖本纪>的一段神化记述，秦始皇在位末年，刘邦私自解纵刑徒，为躲避秦官府的追捕而亡隐于芒砀山泽之间，吕雉为找到刘邦而颠沛流离。
前209年，秦末民變爆发，陈胜、吴广發動大澤之變，陈胜到了陈县称王，建立张楚政权。各郡县的仕紳大多杀死长官，响应陈胜。刘邦亦响应陈胜，于沛县起兵，号为沛公。刘邦不久即转战南北，刘盈和家人则都被留在丰邑，过着动荡不安的生活。
前206年，项羽灭秦，自立为西楚霸王，尊楚后怀王为义帝，分封十八诸侯王，立刘邦为汉王。此时刘盈和家人仍在丰邑，直到楚汉战争爆发，刘邦路经沛郡时，才派薛欧、王吸去寻找他们，但未能找到。
前205年，刘邦回军平定了三秦，又击项羽至彭城，项羽大败汉军。刘邦因兵败不利，乘车马急速逃去，打算经过沛县，接取家眷西行。在半路上夏侯婴遇到了刘盈和他的姐姐，就把他们收上车来。马已跑得十分疲乏，敌人又紧追在后，刘邦特别着急，有好几次用脚把两个孩子踢下车去，想扔掉他们了事，但每次都是夏侯婴下车把他们收上来，一直把他们载在车上。夏侯婴赶着车子，先是慢慢行走，等到两个吓坏了的孩子抱紧了自己的脖子之后，才驾车奔驰。刘邦为此非常生气，有十多次想要杀死夏侯婴，但最终还是逃出了险境，王陵因战事不利前来护送，侍奉刘盈和他的姐姐逃出睢水，把姐弟两人安然无恙地送到了丰邑。刘盈日后成为皇帝之后，夏侯婴作为太仆侍奉刘盈。刘盈和吕雉非常感激夏侯婴在下邑的路上救了刘盈和他的姐姐，就把紧靠在皇宫北面的一等宅第赐给他，名为“近我”，意思是说“这样可以离我最近”，以此表示对夏侯婴的格外尊宠。
刘邦没有找到父亲刘太公和妻子呂雉，审食其跟随刘太公和呂雉从小路潜行，寻找刘邦，反而碰上了楚军。楚军掳取了刘太公和呂雉，在军中作为人质。。直到前203年，项羽才放回刘太公和呂雉。
前202年7月1日，汉王刘邦立刘盈为太子，大赦罪人。命令刘盈驻守栎阳，在关中的诸侯国人都集中在栎阳守卫。丞相萧何留守关中，侍奉太子，在栎阳处理政务。。

## 皇太子生涯
前202年，汉军击败项羽楚军，相继灭亡西楚、齐国，取得了楚汉战争的胜利。八位异姓诸侯王和将相共同拥立汉王刘邦为皇帝，2月28日，刘邦即皇帝位，建立汉朝，尊王后吕雉为皇后，太子刘盈为皇太子。刘邦当初做汉王时，得到了定陶的美女戚夫人，非常宠爱她，生下儿子刘如意。刘盈为人仁惠柔弱，刘邦认为不像自己，常想废掉他，改立戚姬的儿子刘如意为太子，因为刘如意像自己。戚姬得到宠幸，常跟随刘邦到关东，日夜啼哭，想要让自己的儿子取代刘盈做太子。吕后年纪大了，“色衰爱弛”，经常留在家中，很少见到刘邦，和刘邦越来越疏远。前198年，吕雉的長兄、刘盈的大舅吕泽去世。同年，刘如意被立为赵王，此后几年，他多次险些取代了刘盈的太子地位。
刘邦想废掉刘盈的太子之位，改立戚夫人生的儿子赵王刘如意为太子。包括为刘邦所敬畏的周昌在内的很多大臣进谏劝阻，都没能改变刘邦坚定不移的想法。刘盈的母亲吕雉很惊恐，不知该怎么办。有人告诉吕雉，留候张良善于出谋划策，刘邦信任他。吕雉就派二哥建成侯吕释之请托张良说：“您一直是陛下的谋臣，现在陛下打算更换太子，您怎么能垫高枕头睡大觉呢？”张良说：“当初陛下多次处在危急之中，采用了我的计谋。如今天下安定，由于偏爱的原因想更换太子，这些至亲骨肉之间的事，即使同我一样的有一百多人进谏又有什么益处。”吕释之竭力请托张良一定得给他出个主意。张良说：“这件事是很难用口舌来争辩的。陛下不能招致而来的，天下有四人（即商山四皓）。这四人已经年老了，都认为陛下对人傲慢，所以逃避躲藏在山中，他们按照道义不肯做汉朝的臣子。但是陛下很敬重这四人。现在您果真能不惜金玉壁帛，让太子写一封信，言辞要谦恭，并预备安车，再派有口才的人恳切地聘请，他们应当会来。来了以后，把他们当作贵宾，让他们时常跟着入朝，叫陛下见到他们，那么陛下一定会感到惊异并询问他们。一问他们，陛下知道这四人贤能，那么这对太子是一种帮助。”于是吕雉让吕释之派人携带太子的书信，用谦恭的言辞和丰厚的礼品迎请这四人。四人前来后住在建成侯的府第中为客。
前198年，刘邦调太常叔孙通任太子太傅。前196年，淮南王黥布反叛，刘邦患重病，打算派刘盈率兵前往讨伐叛军。这四人互相商议说：“我们之所以来，是为了要保全太子，太子如若率兵平叛，事情就危险了。”于是劝告吕释之说：“太子率兵出战，如立了功，那么权位也不会比現在的太子身分高；如无功而返，那么此後就遭受祸患了。再说跟太子一起出征的各位将领，都是曾经追隨陛下平定天下的梟勇之将，如今让太子统率这些人，这和让羊指挥狼有什么两样，他们决不肯为太子卖力，太子不能建功是必定的了。我们听说‘爱其母必抱其子’，现在戚夫人日夜侍奉陛下，赵王如意常被抱在陛下面前，陛下说‘终归不能让不成器的儿子，居于我的爱子之上’，显然，赵王如意取代太子的宝位是必定的了。您何不赶紧请吕皇后找机会向陛下哭诉：‘黥布是天下的猛将，很会用兵，现今的各位将领都是陛下过去的同辈，您却让太子统率这些人，这和让羊指挥狼没有两样，没有人肯为太子效力，而且如让黥布听说这个情况，就会大张旗鼓地向西进犯。陛下虽然患病，还可以勉强地乘坐辎车，躺着统辖军队，众将不敢不尽力。陛下虽然受些辛苦，为了妻儿还是要自己奋发图强一下。’”于是吕释之立即在当夜晋见吕雉，吕雉找机会向刘邦哭诉，说了四人授意的那番话。刘邦说：“我就知道这小子本来就不能派遣，你老子我自己去吧。”于是刘邦亲自带兵东征，群臣留守，都送到灞上。张良患病，自己勉强支撑起来，送到曲邮，谒见刘邦说：“臣本应該跟从前往，但病势沉重。楚地人马迅猛敏捷，希望陛下不要跟楚地人爭個高低。”张良又趁机规劝刘邦说：“让太子做将军，监守关中的军队吧。”刘邦说：“子房虽然患病，也要勉强在卧床养病时辅佐太子。”这时叔孙通做太傅，张良任少傅之职。

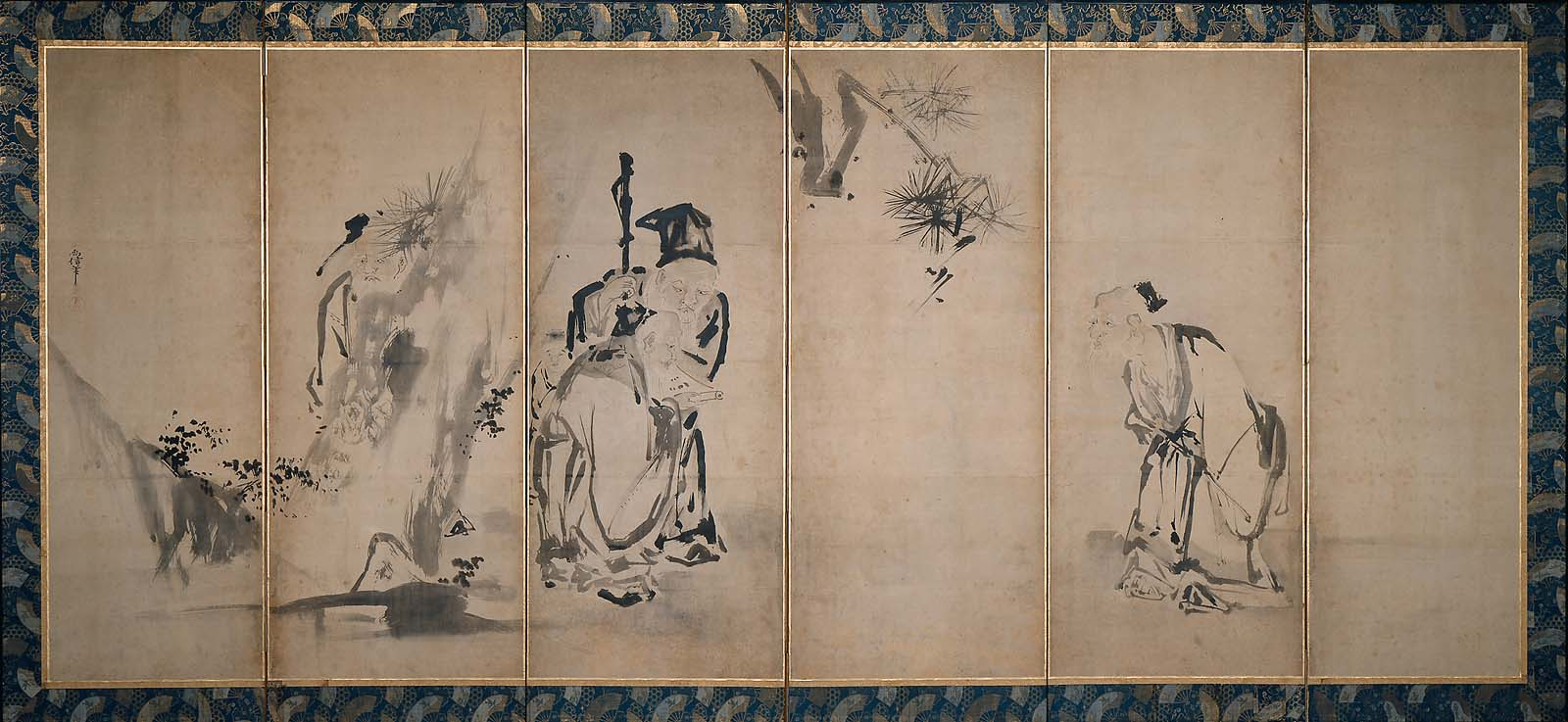
商山四皓，狩野尚信繪

前195年，刘邦随着击败黥布的军队回来，病势更加沉重，愈想更换太子。张良劝谏，刘邦不听，张良就托病不再理事。刘盈的太傅叔孙通引证古今事例进行劝说：“从前，晋献公因为宠幸骊姬的缘故废掉太子，立了奚齐，使晋国大乱几十年，被天下人耻笑。秦始皇因为不早早确定扶苏当太子，让赵高能够用欺诈伎俩立了胡亥，结果自取灭亡，这是陛下亲眼见到的事实。现在太子仁义忠孝，是天下人都知道的；吕皇后与陛下同经艰难困苦，同吃粗茶淡饭，是患难与共的夫妻怎么可以背弃她呢！陛下一定要废掉嫡长子而扶立小儿子，我宁愿先受一死，让我的一腔鲜血染红大地”，死命争保刘盈的太子之位。刘邦假装答应了他，但还是想更换太子。等到安闲的时候，设置酒席款待宾客，刘盈在旁侍侯。此時依張良建議聘來的四人跟着刘盈，他们的年龄都已八十多岁，须眉洁白，衣冠非常壮美奇特。刘邦感到奇怪，问道：“他们是干什么的？”四人向前对答，各自说出姓名，叫东园公、甪里先生、绮里季、夏黄公。刘邦于是大惊说：“我访求各位好几年了，各位都逃避着我，现在你们为何自愿跟随我儿交游呢？”四人都说：“陛下轻慢士人，動輒斥罵，我们讲求义理，不愿受辱，所以惶恐地逃躲。我们私下闻知太子为人仁义孝顺，谦恭有礼，喜爱士人，天下人没有谁不伸长脖子想为太子拼死效力的。因此我们就来了。”刘邦说：“烦劳诸位始终如一地好好调理保护太子吧。” 
四人敬酒祝福已毕，小步快走离去。刘邦目送他们，召唤戚夫人过来，指着那四人给她看，说道：“我想更换太子，他们四人辅佐他，太子的羽翼已经形成，难以更动了。吕皇后真是你的主人了。”戚夫人哭泣起来，刘邦说：“你为我跳楚舞，我为你唱楚歌。”刘邦唱道：“鸿鹄高飞，一举千里。羽翮已就，横绝四海。横绝四海，当可奈何！虽有矰缴，尚安所施！”刘邦唱了几遍，戚夫人抽泣流泪，刘邦起身离去，酒宴结束。刘邦最终没更换太子，原本是张良招來这四人发生了效力。刘邦死后，吕雉宴请张良以报答保太子之恩，當時張良在辟穀，呂雉說：「人生一世间，如白驹过隙」，何必那麼辛苦斷食呢？還是逼他喫飯。
刘邦的将领舞阳侯樊哙因为娶了吕雉的妹妹吕媭为妻，生下儿子樊伉，因此和其他将领相比，刘邦对樊哙更为亲近。在黥布反叛的时候，刘邦一度病得很厉害，讨厌见人，他躺在宫禁之中，诏令守门人不得让群臣进去看他。群臣中如绛侯周勃、颍阴侯灌婴等人都不敢进宫。这样过了十多天，有一次樊哙推开宫门，径直闯了进去，后面群臣紧紧跟随。看到刘邦一人枕着一个宦官躺在床上。樊哙等人见到皇帝之后，痛哭流涕地说：“想当初陛下和我们一道从丰沛起兵，平定天下，那是什么样的壮举啊！而如今天下已经安定，您又是何等的疲惫不堪啊！况且您病得不轻，大臣们都惊慌失措，您又不肯接见我们这些人来讨论国家大事，难道您只想和一个宦官诀别吗？再说您难道不知道赵高作乱的往事吗？”刘邦听罢，于是笑着从床上起来。前195年，燕王卢绾谋反，刘邦命令樊哙以相国的身份去攻打燕国。这时刘邦又病得很厉害，有人诋毁樊哙和吕氏结党，皇帝假如有一天去世的话，那么樊哙就要带兵把戚氏和赵王如意这帮人全部杀死。刘邦听说之后，勃然大怒，立刻命令曲逆候陈平载着周勃去軍中，在军中立刻把樊哙斩首。由周勃代替樊哙領軍。樊哙之妻是呂雉的妹妹吕媭，陈平因惧怕吕雉報復，并没有执行刘邦的命令，而是把用兵符把樊哙騙來，直接綁赴长安，讓劉邦自己斬樊哙。到达长安时，刘邦已经去世，吕雉就释放了樊哙，并恢复了他的爵位和封邑。陈平也因此得到了吕雉的信任。
刘邦臨終前，曾對呂后說如果相国酂候萧何去世，可以讓平阳侯曹参继任相国职位。《古文苑》之中，收录了五封刘邦给刘盈的手诏，郑重宣布刘盈为自己的继承人，反思了自己曾经所奉行的“读书无益”论，要求刘盈勤奋学习，自己写奏章，不要找人捉刀。重用功臣集团，保护赵王如意。

## 皇帝时期
前195年6月1日，刘邦在长乐宫驾崩。过了四天还不发布丧事消息。吕雉和审食其商量说：“那些将领先前和皇帝同为編戶在册的老百姓，現在北面称臣，这些人就常常怏怏不乐。如今又要侍奉少主，如果不全部族灭他们，這天下就安定不了。”有人听到了这个话，告诉了将军郦商。郦商去见审食其，说：“我听说，皇帝已驾崩四天了，还不发布丧事，而且要杀掉所有的将领。若果真如此，天下可就危险了。陈平、灌婴率领十万大军镇守荥阳，樊哙、周勃率领二十万大军平定燕國和代國，如果他们听说皇帝驾崩了，诸将都會被诛杀，必定聯合部隊回过头来，进攻关中。那时候大臣们在關內內乱，诸侯们在關外造反，漢朝滅亡的日子就可以跷著腳來等待了。”审食其进宫把这告诉了吕雉，于是就在6月4日发丧，大赦天下。
6月23日，安葬刘邦于长陵，当日（或6月26日），太子刘盈即位，来到太上皇庙。群臣都说皇帝“起徽（微）细，拨乱世反之正，平定天下，为汉太祖，功最高。”献上尊号称为高皇帝，即汉高帝。太子刘盈承袭皇帝之号，是为汉孝惠帝。又下令让各郡国诸侯都建高祖庙，每年按时祭祀。
刘邦於前196年10月击败英布军，劉邦在甀邑聚集士兵，讓其他將領追逐黥布，自己回京。途中，经沛县时停留下来。在沛宫置备酒席，把老朋友和父老子弟都请来一起纵情畅饮。挑选沛中幼童一百二十人，教他们唱歌。酒喝得正畅快时，刘邦自己弹击着筑琴，唱起自己编的歌：“大风起兮云飞扬，威加海内兮归故乡，安得猛士兮守四方！”让儿童们跟着学唱。到了前190年，已经做了五年皇帝的刘盈想到父亲生前思念和喜欢沛县，就把沛宫定为父亲的「原庙」。刘邦所教过唱歌的儿童一百二十人，都让他们在原庙奏乐唱歌，以后有了缺员，就随时加以补充。

### 保护兄弟
刘盈的一母同胞只有姐姐鲁元公主。除了鲁元公主，刘盈在即位时还有七个异母兄弟，他们按年龄大小分别是齐王刘肥、赵王刘如意、代王刘恒、梁王（趙王）刘恢、淮阳王刘友、淮南王刘长和燕王刘建。
刘盈即帝位后，尊母亲皇后吕雉为皇太后。吕太后对那些为刘邦侍寝而得宠幸的妃子如戚夫人等人非常气愤，就把她们都囚禁起来，不准出宫。而只有代王刘恒的母亲薄姬由于极少见刘邦的缘故，得以出宫，跟随儿子到代国，成为代王太后。而最终刘邦后宫的妃子只有不受宠爱被疏远的人才能平安无事。
吕雉在成为皇太后之后，就将戚夫人貶為奴隸，囚禁于永巷，剃去頭髮，穿着囚服，令其舂米。戚夫人边舂边唱：“子為王，母為虜，終日舂薄暮，常與死為伍！相離三千里，當誰使告女（汝）？（兒子為諸侯王，母親為奴隸，終日舂米到太陽落西，常常與死亡在一起！母子相離三千里，要找誰來告訴你？）”有人傳話給呂后，呂后大怒，说：“乃欲倚女（汝）子邪？（你想倚靠你儿子吗？）”于是派人召赵王如意入朝以便诛杀。此前汉高帝担心自己死后年轻的赵王难以保全，因而接受赵尧建议，徙御史大夫周昌担任赵國相以保护如意。太后的使臣到后，周昌让赵王推说身体不好，不能前往。使者往返去了三次，周昌都一直坚持不送赵王进京。于是太后很是忧虑，就派使者召周昌进京。周昌进京之后，拜见太后，太后非常生气地骂他：“难道你还不知道我非常恨戚氏吗？而你却不让赵王进京，为什么？”周昌被召进长安之后，太后又派使者召赵王，赵王动身赴京，还在半路上。刘盈仁慈，知道母亲恼恨赵王，就亲自到霸上去迎接，跟他一起回到宫中，亲自保护，跟他同吃同睡。太后想要杀赵王，却得不到机会。前195年12月的一天，刘盈黎明时出去射獵。赵王年幼，不能早起。太后得知赵王独自在家，派人拿去毒酒让他喝下。等到刘盈回到宫中，赵王已经被毒死了，此时距离赵王来到长安已有一个多月，刘如意的谥号为隐王。据《西京杂记》的一段记载，刘盈可能对毒死赵隐王的人进行惩处。赵隐王死后，淮阳王刘友被调去做赵王。
刘盈即位之初，吕雉就想增封诸吕为王。前194年夏天，刘盈与母亲可能就封诸吕为侯之事发生激烈冲突，太后于是派人砍断戚夫人的手脚，挖去眼睛，熏聋耳朵，灌了哑药，扔到廁所之中，叫她“人彘”。过了几天，太后叫刘盈观看「人彘」。刘盈看了，一经询问，才知道这是戚夫人，于是大哭起来。刘盈派人责备母亲说：“這種事不是人做得出來的，兒臣作為太后的兒子，終究無法治理天下！”刘盈因此大病一場。最终刘盈在位的七年间，仅封侯三人，无一人为诸吕。
前201年，汉高帝立庶长子刘肥为齐王，封地七十座城，百姓凡是使用齊國語言的，都归属齐王管轄。前193年，齐王和叔叔楚王刘交入京朝见刘盈。刘盈与齐王饮宴，二人行平等礼节如同家人兄弟的礼节。太后为此发怒，给齐王倒了杯毒酒，刘盈知道后，欲代替兄长饮毒酒，太后因此作罢。齐王害怕不能免祸，就用他的内史勋的计策，把城阳郡献出，做为鲁元公主的汤沐邑。太后很高兴，齐王才得以辞朝归国。前189年，刘肥去世，谥为悼惠王，史称齐悼惠王。刘盈派张良立刘肥的儿子刘襄为齐王，是为齐哀王。

### 萧规曹随
刘盈即位后，相国依旧由萧何担任。前194年，废除了诸侯国设相国的法令，改命曹参为齐国丞相。曹参做齐国丞相时，齐国有七十座城邑。当时全国刚刚安定，齐悼惠王春秋鼎盛，曹参把老年人、读书人都召来，询问安抚百姓的办法。但齐国原有的那些读书人数以百计，众说纷纭，曹参不知如何决定。他听说胶西有位盖公，精研黄老学说，就派人带着厚礼把他请来。见到盖公后，盖公对曹参说，治理国家的办法贵在清靜無為，让百姓们自行安定。以此类推，把这方面的道理都讲了。曹参于是让出自己办公的正厅，让盖公住在里面。此后，曹参治理国家的要领就是采用黄老的学说，所以他当齐国丞相九年，齐国安定，人们大大地称赞他是贤明的丞相。
前193年8月16日，萧何卒。臨終前，漢惠帝詢問蕭何誰可以代替他，蕭何表示陛下最清楚。漢惠帝說：“曹參怎麼樣？”蕭何激動：“皇帝說對了！臣死無遺憾。”曹参听到蕭何去世这个消息，就告诉他的门客赶快整理行装，说：“我将要入朝当相国去了。”过了不久，朝廷派来的人果然来召曹参，曹参在9月7日被任命为相国。曹参离开时，嘱咐后任齐国丞相说：“要把齐国的監獄、市場作为寄托，要慎重对待这些行为，不要轻易干涉。”后任丞相说：“治理国家没有比这件事更重要的吗？”曹参说：“不是这样。監獄、市場这些行为，是善恶并容的，如果您严加干涉，坏人在哪里容身呢？我因此把这件事摆在前面。”曹参起初卑贱的时候，跟萧何关系很好；等到各自做了将军、相国，便有了隔阂。到汉高帝临终时，萧何向高帝推荐的贤臣只有曹参，高帝安排萧何死后，由曹参接替。曹参接替萧何做了汉朝的相国，做事情没有任何变更，一概遵循萧何制定的法度。
曹参从各郡和诸侯国中挑选一些质朴而不善文辞的厚道人，立即召来任命为丞相的属官。对官吏中那些言语文字苛求细微末节，想要一味追求声誉的人，就斥退撵走他们。曹参自己整天痛饮美酒。卿大夫以下的官吏和宾客们见曹参不理政事，上门来的人都想有言相劝。可是这些人一到，曹参就立即拿美酒给他们喝，过了一会儿，有的人想说些什么，曹参又让他们喝酒，直到喝醉后离去，始终没能够开口劝说，如此习以为常。
相国住宅的后园靠近官吏的房舍，官吏的房舍里整天饮酒歌唱，大呼小叫。曹参的随从官员们很厌恶这件事，但对此也无可奈何，于是就请曹参到后园中游玩。曹参听到了那些官吏们醉酒高歌、狂呼乱叫的声音，随从官员们希望相国把他们召来加以責備他們，曹参反而叫人取酒陈设座席痛饮起来，并且也高歌呼叫，与那些官吏们相应和。
曹参见别人有细小的过失，总是隐瞒遮盖，因此相府中平安无事。当时曹参的儿子曹窋担任中大夫。孝惠帝刘盈埋怨曹参不理政事，觉得相国是否看不起自己，于是对曹窋说：“你回家后，试着私下随便问问你父亲说：‘高皇帝刚刚永别了群臣，陛下又很年轻，您身为相国，整天喝酒，遇事也不向陛下请示报告，怎么考虑国家大事呢？’但这些话不要说是我告诉你的。”曹窋假日休息时回家，闲暇时陪着父亲，把刘盈的意思用自己的語氣說出，规劝曹参。曹参听了大怒，鞭打了曹窋二百下，说：“快点儿进宫侍奉陛下去，天下大事不是你应该说的。”到上朝的时候，；刘盈责备曹参说：“为什么要處罰曹窋？上次是我让他规劝君的。”曹参脱帽谢罪说：“请陛下自己仔细考虑一下，您和高皇帝比，谁圣明英武？”刘盈说：“朕怎么敢跟先帝相比呢！”曹参说：“陛下看我跟萧何，誰比較贤能？”刘盈说：“君好像不如萧何。”曹参说：“陛下说的这番话很对。高皇帝与萧何平定了天下，法令已经明确，如今陛下无为而治，我等谨守各自的职责，遵循原有的法度而不随意更改，不就行了吗？”刘盈说：“好。您休息休息吧！”
经过刘盈和曹参的这番对话，刘盈消除了对曹参的误会，君臣取得了共识。因之黄老之术兴起，并取得显著成效。司马迁对此赞叹道，孝惠皇帝在位时，百姓得以脱离战国时期的苦难，君臣都想通过无为而治来休养生息，所以孝惠帝无为而治，“天下晏然”。曹参担任汉相国三年，于前190年9月24日卒于任上。曹参卒后，百姓对他作歌唱：“萧何为法，顜若画一；曹参代之，守而勿失。载其清净，民以宁一。”
前189年12月11日，刘盈任命安国侯王陵为右丞相，曲逆侯陈平为左丞相。

### 纳谏
刘邦驾崩，刘盈即位后，就对叔孙通说：“先帝园陵寝庙，群臣都不熟悉。”于是让叔孙通再度担任太常，让他制定宗庙的礼仪法度。此后陆续制定的汉朝诸多仪礼制度，皆为叔孙通任太常时所论定著录。刘盈自己居住在未央宫，经常要去东边的长乐宫朝拜母亲，还常有小的谒见，每次出行都要开路清道，禁止通行很是烦扰别人，于是就修了一座天桥，正好建在未央宫武库的南面。叔孙通向刘盈报告请示工作，趁机请求秘密谈话说：“陛下怎么能擅自把天桥修建在每月从高寝送衣冠出游到高庙的通道上面呢？高庙是汉太祖的所在，怎么能让后代子孙登到宗庙通道的上面行走呢？”刘盈听了大为惊恐，说要赶快毁掉它。叔孙通说：“人主不能有错误的举动。现在已经建成了，百姓全知道这件事，如果又要毁掉这座天桥，那就是显露出您有错误的举动。希望陛下在渭水北面另立一座原样的祠庙，把高帝衣冠在每月出游时送到那里，更要增多、增广宗庙，这是大孝的根本措施。”刘盈就下诏令让有关官吏另立一座祠庙。这座另立的祠庙建造起来，就是由于天桥的缘故。刘盈曾在前190年春天到离宫出游，叔孙通说：“古的时候有春天给宗庙进献樱桃果的仪礼，现在正当樱桃成熟的季节，可以进献，希望陛下出游时，顺便采些樱桃来献给宗庙。”刘盈答应办这件事。以后汉代进献各种果品的仪礼就是由此兴盛起来的。
刘盈宠爱闳孺，与他同起同卧，公卿大臣通过闳孺去向刘盈沟通自己的说词。刘盈在位时的郎官和侍中，受到闳孺影响，都戴着用鵕璘毛装饰的帽子，系着饰有贝壳的衣带，涂脂抹粉。平原君朱建能言善辩，口才很好，同时他又刚正不阿，恪守廉洁无私的节操。家安在长安。他说话做事决不随便附和，坚持道义的原则而不肯曲从讨好，取悦于人。辟阳侯审食其品行不端正，靠阿谀奉承深得吕太后的宠爱。当时审食其很想和朱建交好，但朱建就是不肯见他。在朱建母亲去世的时候，陆贾和朱建一直很要好，所以就前去吊唁。朱建家境贫寒，连给母亲出殡送丧的钱都没有，正要去借钱来置办殡丧用品，陆贾却让朱建只管发丧，不必去借钱。然后，陆贾却到审食其家中，向他祝贺说：“平原君的母亲去世了。”审食其不解地说：“平原君的母亲死了，你祝贺我干什么？”陆贾说道：“以前你一直想和平原君交好，但是他讲究道义不和你往来，这是因为他母亲的缘故。现在他母亲已经去世，您若是赠送厚礼为他母亲送丧，那么他一定愿意为您拼死效劳。”于是审食其就给朱建送去价值一百金的厚礼。而当时的不少列侯贵人也因为辟阳侯送重礼的缘故，也送去了总值五百金的钱物。辟阳侯审食其很受吕太后宠爱，有人就在刘盈面前说他的坏话，刘盈大怒，就把审食其逮捕交给官吏审讯，并想借此机会杀掉他。吕太后感到惭愧，又不能替他说情。而大臣们大都痛恨审食其的行为，更想借此机会杀掉他。审食其很着急，就派人给平原君朱建传话，说自己想见见他。但朱建却推辞说：“您的案子现在正紧，我不敢会见您。”然后朱建请求会见刘盈的宠臣闳孺，说服他道：“皇帝宠爱您的原因，天下的人谁都知道。现在辟阳侯受宠于太后，却被逮捕入狱，满城的人都说您给说的坏话，想杀掉您。如果今天辟阳侯被陛下杀了，那么明天早上太后发了火，也会杀掉您。您为什么还不脱了上衣，光着膀子，替辟阳侯到皇帝那里求个情呢？如果皇帝听了您的话，放出辟阳侯，太后一定会非常高兴。而太后、皇帝两人都宠爱您，那么您也就会加倍富贵了。”于是闳孺非常害怕，就听从了朱建的主意，向刘盈给审食其说情，刘盈果然放出了审食其。审食其在被囚禁的时候，很想会见朱建，但是朱建却不肯见审食其，审食其认为这是背叛自己，所以对他很是恼恨。等到他被朱建成功地救出之后，才感到特别吃惊。

### 休养生息
汉朝建立之初，经济凋敝，即使皇帝也不能凑齐四匹白马，到了将相有的只能乘坐牛车。汉高帝刘邦为此颁布法令约束节俭，减轻田租赋税，实行“十五税一”制度。刘邦在位后期，因为消灭异姓王和抗击匈奴等战事，田租有所加征。刘盈即位后，下诏减少田租，恢复十五税一。这种举措减轻了农民一些负担，有助于休养生息。前191年1月，为劝勉农桑，刘盈下诏在各地选拔孝弟力田的贤者，免除其徭役负担。又在前191年4月1日趁着加冠之时，减免刑罚，下诏省去妨害吏民的法令，以减少繁扰，调动农民的生产积极性。
前194年2月，开始修筑长安城。前192年春天，征发长安六百里之内的男女民工十四万六千人筑长安城，修筑了三十天。7月，又调发诸侯王、列侯的家人奴隶二万人到长安筑城。前190年2月，再次调發长安六百里之内的男女十四万五千人修筑长安城三十天。9月，长安城最后竣工。赏赐民爵，每户一级。前189年7月，起长安西市，修敖仓。11月修成，诸侯都来京聚会，入朝祝贺。
为了使人口迅速繁殖，刘盈在前189年12月23日借兄长齐悼惠王刘肥去世的时机，下诏规定女子年龄在十五岁以上至三十岁不出嫁的，罚款五算。据东汉时期的应劭解释，汉代凡十五以上的成年人均需交人口税，每人每年一百二十钱为一算，称为“算赋”。刘盈这一时规定，实际就是强制妇女到了十五岁便要结婚生息。这对于繁衍人口和恢复、发展经济都有着显著的促进作用。
汉初，国家贫困，经济萧条，为了巩固雏鹰般的汉朝，刘邦采取了减轻钱重，以便利流通，求得商业发展的政策，结果反而造成物价飞涨、通货膨胀的局面。全国统一后，刘邦对商贾采取了一定的抑制政策，“乃令贾人不得衣丝乘车，重租税以困辱之”。刘盈在位时，为繁荣工商业，便下令进一步放宽对商贾的限制，“复弛商贾之律”。除了不准做官、商贾的人口税比平民重一倍外，其他多予废除。这对于经济的迅速恢复与发展，尤其对商品经济的活跃，起了很大作用。

### 外交事务
在外交事务方面，汉仍采取谨慎政策，包括继续以宗室女为公主嫁匈奴单于，立闽越君驺摇为东海王，接受南越王赵佗称臣奉贡。
刘邦死后，刘盈在位时期，汉朝刚刚安定，所以匈奴显得骄傲。冒顿单于渐渐骄横起来，于是写了书信，派使者送给皇太后吕雉，说：“我是孤独无依的國君，生在潮湿的沼泽地，长在平旷的放牛牧马的地方，我多次到边境上来，希望能到中原游玩一番。陛下您独立为君，也是孤独无依，单独居住。我们两个做君主的很不快乐，没有什么可以娱乐的。希望我俩能以自己擁有的東西，來交换自己没有的東西。”吕太后看了信後十分愤怒，把左丞相陈平、上将军樊哙、中郎将季布等人召来，說要杀掉匈奴的使者，发兵攻打匈奴。樊哙说：“臣愿意率领十万大军橫掃匈奴。”吕雉询问諸將，諸將為了巴結呂太后，都說可以。只有季布反對说：“樊哙真该斩了啊！以前陈豨在代地反叛，汉兵高達三十二万，樊哙是上将军，当时匈奴把高帝围困在平城，樊哙還不能冲破围困。天下百姓吟唱道：‘平城之下亦诚苦！七日不食，不能彀弩。’现在人们吟唱的声音还在耳畔，没有断绝。先前秦朝由於攻擊胡人，弄到陳勝、吳廣起來造反，我們就像是刚能站起来的傷患，而樊哙却要让天下震动，胡说什么要带十万大兵橫行匈奴，这是当著您的面，欺君罔上。况且这些蠻夷就好比禽兽吠叫一样，听到了他们說的好话不值得高兴，听到恶语也不值得生气。”整個大殿都很恐懼，呂太后直接退朝，说：“那好吧。”于是便命令大谒者张释写信回报，说：“单于没有忘记我們這破敗之国，还赐给我们书信，使我们戒慎恐懼。我反思自己已年老气衰，头发、牙齿脱落，走路也走不稳了。单于听到誇大的謠言了，我不值得单于污辱自己。我們這破敗之国没有甚麼罪过，就希望單于放過我們。我有两辆御车，驾车的马八匹，奉送给您日常駕駛之用。”冒顿得到回信，又派使者来谢罪说：“我们没有听过中國的礼节，幸而得到陛下宽恕。”匈奴献上马匹，前192年春天，刘盈又過繼宗室女而封为公主，继续嫁到匈奴，跟匈奴和亲。

### 除挟书律
前213年，秦始皇在咸阳宫设宴招待群臣，博士仆射周青臣等人称颂秦始皇的武威盛德。博士齐人淳于越则进言建议恢复分封子弟的做法，他认为分封子弟能巩固中央的权利，因为商周都因为分封子弟功臣而得以长治久安。始皇帝把他们的意见下交群臣议论，丞相李斯认为分封子弟的做法不合时宜，建议除了秦国官修史书《秦纪》以外，其他各国的历史记载都予以烧毁。除了博士官负责管理的文献外，天下敢有收藏《诗》、《书》、诸子百家著作者，全部上交地方政府予以烧毁。胆敢私下讨论《诗》、《书》者，处以死刑。以古非今、收藏禁书者，诛灭其家族。而医药、占卜、种树等有实用价值的书籍，不在禁烧之列。如果有人想要学习法令，就去找官吏拜师。李斯的建议得到了秦始皇的采纳，成为“挟书律”。
秦朝灭亡后，刘邦刚进入关中就同关中百姓约法三章，“杀人者死，伤人及盗抵罪”，取得了关中百姓的拥护。此后，战事仍在继续，三条法令不足以稳定社会，于是相国萧何采集秦朝法令，擇其中合乎时宜者订九章律。到了刘盈在位时，百姓刚免除战争之害，人人皆欲抚育儿童，奉養老人。萧何、曹参任丞相，用无为之策来安定百姓，顺从他们的要求，而不加以扰乱，因此百姓衣食丰盛，刑罚使用得很少。前191年4月1日，刘盈加冠，废除了挟书律。

## 驾崩

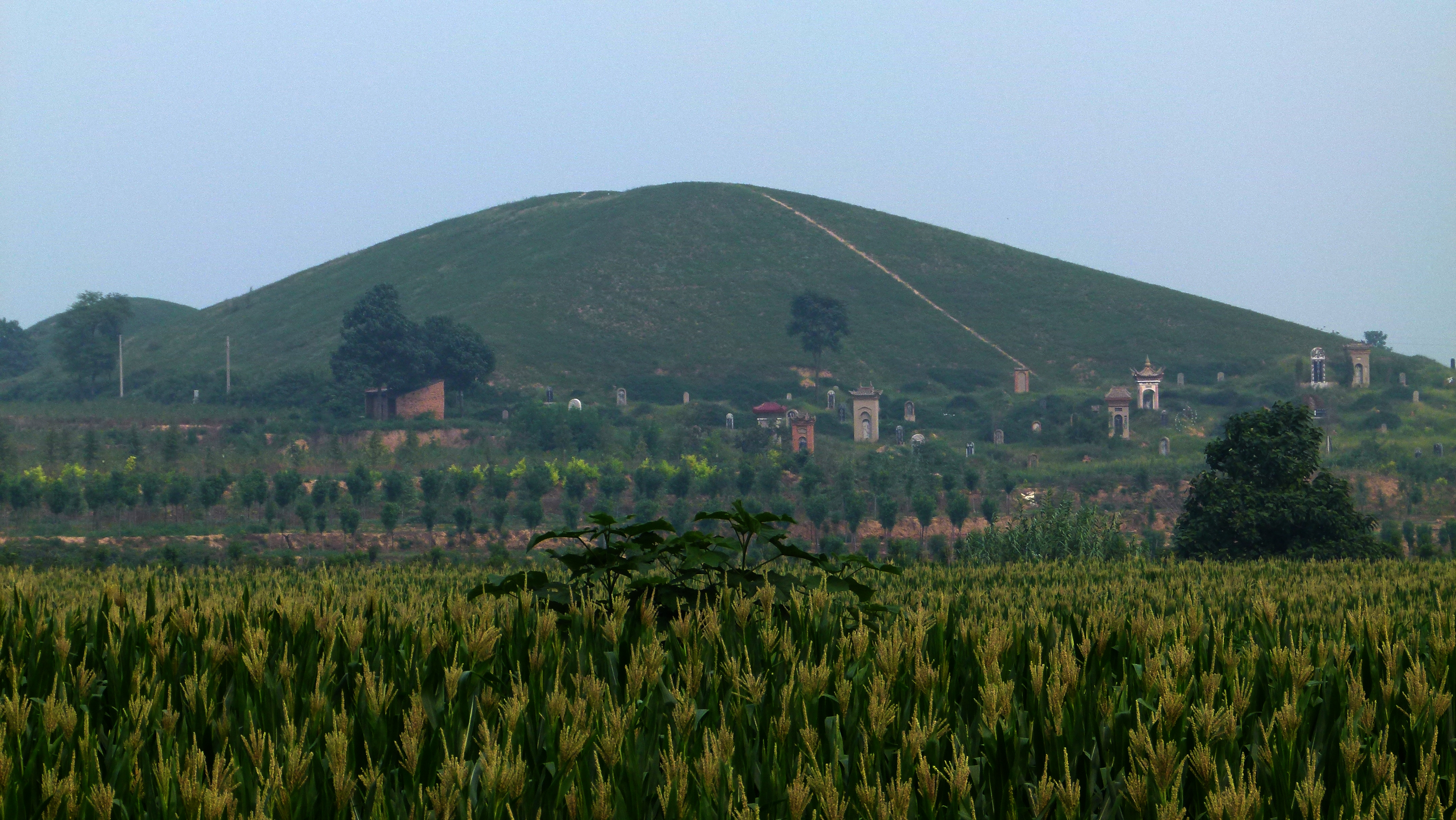
漢惠帝駕崩後，葬於安陵

前189年12月，刘盈可能病入膏肓，一年多的時間沒有上朝。为预防东方诸侯王起兵叛乱，刘盈派太尉灌嬰指挥车骑、材官镇守荥阳。前188年9月26日，刘盈在未央宮驾崩，终年22岁。呂后哭的卻不怎麼傷心，被張良次子侍中張辟彊察覺。張辟彊對丞相說：“太后只有孝惠帝這麼一個兒子，但是皇帝駕崩，太后卻不是很難過，你知道個中緣由嗎？”丞相說：“怎麼解釋？”張辟彊說：“皇帝沒有成年兒子，太后害怕你們這些高官，你現在請太后讓呂家親戚掌握兵權和權力，這樣太后才能心安，你們也可以避禍。”丞相聽從張辟彊的計謀。太后大喜，但卻直接導致諸呂專權。呂太后又想為惠帝起高墳，甚至能達到在未央宮就能望見的程度。大臣勸諫，呂后不聽。東陽侯張相如勸道：“如果陵墓落成，太后陛下天天見到惠帝陵墓，不停地傷心，對此臣感到很悲痛。”太后於是停止先前的起高墳計劃。10月19日，刘盈被安葬于安陵，谥号孝惠皇帝。此后的汉朝及蜀漢皇帝，除了光武皇帝刘秀、昭烈皇帝劉備和不被認可的皇帝以外，谥号都有一个孝字。汉孝惠帝被安葬后，太子即位成为皇帝，吕雉由此临朝称制，增封诸吕为侯。

## 家庭
| \| \| \| \| \| \| \| \| \| \| \| \| \| \| \| \| \| \| \| \| 祖父：太上皇刘太公[118][119] \| \| \| \| \| \| \| \| \| \| \| \| \| \| \| \| \| \| \| \| \| \| \| \| \| \| \| \| \| \| \| \| \| \| \| \| \| \| \| \| \| \| \| \| \| \| \| \| \| \| \| \| \| \| 父：太祖高皇帝刘邦 \| \| \| \| \| \| \| \| \| \| \| \| \| \| \| \| \| \| \| \| \| \| \| \| \| \| \| \| \| \| \| \| \| \| \| \| \| \| \| \| \| \| \| \| \| \| \| \| \| \| \| \| \| \| 祖母：昭灵皇后刘媪[118][120] \| \| \| \| \| \| \| \| \| \| \| \| \| \| \| \| \| \| \| \| \| \| \| \| \| \| \| \| \| \| \| \| \| \| \| \| \| \| \| \| \| \| \| \| \| \| \| \| \| \| \| \| \| \| 孝惠皇帝刘盈 \| \| \| \| \| \| \| \| \| \| \| \| \| \| \| \| \| \| \| \| \| \| \| \| \| \| \| \| \| \| \| \| \| \| \| \| \| \| \| \| \| \| \| \| \| \| \| \| \| \| \| \| \| \| 外祖父：（追谥）吕宣王吕公[8][121] \| \| \| \| \| \| \| \| \| \| \| \| \| \| \| \| \| \| \| \| \| \| \| \| \| \| \| \| \| \| \| \| \| \| \| \| \| \| \| \| \| \| \| \| \| \| \| \| \| \| \| \| \| \| 母：高皇后吕雉 \| \| \| \| \| \| \| \| \| \| \| \| \| \| \| \| \| \| \| \| \| \| \| \| \| \| \| \| \| \| \| \| \| \| \| \| \| \| \| \| \| \| \| \| \| \| \| \| \| \| \| \| \| \| 外祖母：宣王后吕媪[118] \| \| \| \| \| \| \| \| \| \| \| \| \| \| \| \| \| \| \| \| \| \| \| \| \| \| \| \| \| \| \| \| \| \| \| \| \| \| \| \| \| \| \| \| \| \| \| \| \| \| \| \| |                            |  |  |  |  |  |  |  |  |  |  |  |  |  |  |  |
| |                            |  |  |  |  |  |  |  |  |  |  |  |  |  |  |  |
| | 祖父：太上皇刘太公         |  |  |  |  |  |  |  |  |  |  |  |  |  |  |  |
| |                            |  |  |  |  |  |  |  |  |  |  |  |  |  |  |  |
| |                            |  |  |  |  |  |  |  |  |  |  |  |  |  |  |  |
| | 父：太祖高皇帝刘邦         |  |  |  |  |  |  |  |  |  |  |  |  |  |  |  |
| |                            |  |  |  |  |  |  |  |  |  |  |  |  |  |  |  |
| |                            |  |  |  |  |  |  |  |  |  |  |  |  |  |  |  |
| | 祖母：昭灵皇后刘媪         |  |  |  |  |  |  |  |  |  |  |  |  |  |  |  |
| |                            |  |  |  |  |  |  |  |  |  |  |  |  |  |  |  |
| |                            |  |  |  |  |  |  |  |  |  |  |  |  |  |  |  |
| | 孝惠皇帝刘盈               |  |  |  |  |  |  |  |  |  |  |  |  |  |  |  |
| |                            |  |  |  |  |  |  |  |  |  |  |  |  |  |  |  |
| |                            |  |  |  |  |  |  |  |  |  |  |  |  |  |  |  |
| | 外祖父：（追谥）吕宣王吕公 |  |  |  |  |  |  |  |  |  |  |  |  |  |  |  |
| |                            |  |  |  |  |  |  |  |  |  |  |  |  |  |  |  |
| |                            |  |  |  |  |  |  |  |  |  |  |  |  |  |  |  |
| | 母：高皇后吕雉             |  |  |  |  |  |  |  |  |  |  |  |  |  |  |  |
| |                            |  |  |  |  |  |  |  |  |  |  |  |  |  |  |  |
| |                            |  |  |  |  |  |  |  |  |  |  |  |  |  |  |  |
| | 外祖母：宣王后吕媪         |  |  |  |  |  |  |  |  |  |  |  |  |  |  |  |
| |                            |  |  |  |  |  |  |  |  |  |  |  |  |  |  |  |
| |                            |  |  |  |  |  |  |  |  |  |  |  |  |  |  |  |

- 父 漢太祖高皇帝劉邦[3]

- 母 漢高皇后呂雉[3]

- 兄弟
  - 大哥 齊悼惠王劉肥[61]
  - 三弟 趙隱王劉如意[61]
  - 四弟 漢文帝劉恆[61]
  - 五弟 趙共王劉恢[61]
  - 六弟 趙幽王劉友[61]
  - 七弟 淮南厲王劉長[61]
  - 八弟 燕靈王劉建[61][122]

- 同母姊兼岳母魯元公主[123]

- 后妃
  - 皇太子妃，刘邦在位时所纳[124]。但是在刘盈即位后并未被立为皇后，可能在刘盈即位前就已去世。
  - 皇后孝惠皇后张氏[123]，前192年11月10日，吕太后为了亲上加亲，将外孙女许配给儿子，册立为皇后。刘盈的皇后是他的姐姐鲁元公主和姐夫宣平侯张敖的女儿，即他的外甥女[123][125][126][127]。因为皇后是吕太后的外孙女，吕太后便千方百计想让她给儿子生子，但皇后最终也没能怀孕[128][129][130]。
  - 美人某氏，生西汉前少帝。孝惠皇后没有儿子，只得假装怀孕，抱来美人生的孩子说成是自己所生，高皇后吕雉杀掉他的母亲，立他为太子[130]。
  - 另，前168年3月或4月，孝文皇帝刘恒出孝惠皇帝刘盈后宫美人，让她们改嫁[131]，此时距刘盈去世已近二十年。

### 儿子
- 太子，不詳其名，錢穆稱是劉恭，前188年10月19日即皇帝位，后被吕太后幽杀[130][132]。通稱西漢的前少帝。
- 劉彊，前187年6月6日被立为淮阳王，前183年8月或9月去世，谥怀，史称淮阳怀王[133][134][135]。
- 劉不疑（前210年至前188年間—前186年），生母不详。吕后元年四月（前187年6月6日），被立为恒山王。二年（前186年），劉不疑去世，谥号哀，史称恒山哀王[133][136][137]。其弟刘义改封恒山王。后来元老、大臣消滅諸呂，称他与其兄弟是吕后从宫外抱养，非惠帝子。
- 劉山，前187年6月6日封为襄城侯[138]；后于前184年8月21日改封恒山王，并改名刘义[139]；前183年6月20日即帝位後，改名劉弘[133][140][141]，八年（前180年）呂后駕崩，陳平、周勃、灌嬰等大臣列侯和齊王劉襄、楚王劉交等打算消滅把持政權的呂姓外戚，發動誅殺諸呂的事變；同年11月14日，諸大臣稱劉弘與惠帝諸子血緣不明，是呂后由宮外迎來的私生子，非惠帝子，將他與其兄弟劉朝、劉武、劉太等一併殺害滅口[142]。通稱西漢的後少帝。
- 劉朝（？—前180年），生母不详。吕后元年四月（前187年6月6日）封为轵侯，後于四年五月（前184年6月20日）改封恒山王[133][141][143][144]。前180年11月14日被诛杀[142]。
- 劉武，前187年6月6日封为壶关侯，後于前183年8月或9月改封淮陽王[133][145][146][147]，前180年11月14日被诛杀[142]。
- 劉太，前184年3月14日封为昌平侯，後于前181年4月1日改封济川王，前180年10月4日改封梁王[133][148][149][150][151]，前180年11月14日被诛杀[142]。

在功臣集团诛灭诸吕后，迎立惠帝庶弟、代王刘恒为皇帝，群臣稱惠帝诸子皆是被呂后冒名安插来历不明、并非亲生之人为由，以此废黜皇帝劉弘，并在刘恒即位当晚将劉弘等尚在人世的惠帝四子一併诛杀。

## 紀年
| 漢孝惠皇帝 | 元年                      | 二年                    | 三年                    | 四年                      | 五年                    | 六年                      | 七年                    |
| ---------- | ------------------------- | ----------------------- | ----------------------- | ------------------------- | ----------------------- | ------------------------- | ----------------------- |
| 公元       | 前195年十月—前194年後九月 | 前194年十月—前193年九月 | 前193年十月—前192年九月 | 前192年十月—前191年後九月 | 前191年十月—前190年九月 | 前190年十月—前189年後九月 | 前189年十月—前188年九月 |

## 影視形象
- 1980年《历代奇女子之吕后》由唐品昌飾演 漢惠帝劉盈
- 1988年電視歌仔戲《漢宮怨》由柳青飾演 漢惠帝劉盈
- 1998年《吕后传奇》由姬晨牧飾演 漢惠帝劉盈
- 2004年《楚汉骄雄》由陈堃飾演 漢惠帝劉盈
- 2005年《大汉巾帼》由董洋飾演 漢惠帝劉盈
- 2010年《神话》由石云鹏飾演 漢惠帝劉盈
- 2010年《大風歌》由张迪飾演 漢惠帝劉盈
- 2010年《美人心計》由羅晉飾演 漢惠帝劉盈
- 2012年《楚漢傳奇》由小西瓜飾演 漢惠帝劉盈
- 2013年《王的女人》由韩梓轩飾演 漢惠帝劉盈

### 引用
1. ↑  《漢書》卷2顏師古注引荀悅曰：「諱盈之字曰滿。」
2. ↑  《史记集解》卷九<吕太后本纪>：皇甫谧曰：“帝以秦始皇三十七年生，崩时年二十三。”
3. 1 2 3  《汉书》卷二<惠帝纪>：孝惠皇帝，高祖太子也，母曰吕皇后。帝年五岁，高祖初为汉王。
4. ↑  《史记》卷八<世宗本纪>：高祖，沛丰邑中阳里人，姓刘氏，字季。
5. ↑  《史记》卷五十二<齐悼惠王世家>：齐悼惠王刘肥者，高祖长庶男也。其母外妇也，曰曹氏。
6. ↑  《史记》卷五十二<齐悼惠王世家>：琅邪王刘泽既见欺，不得反国，乃说齐王曰：“齐悼惠王高皇帝长子，推本言之，而大王高皇帝适长孙也，当立。今诸大臣狐疑未有所定，而泽於刘氏最为长年，大臣固待泽决计。今大王留臣无为也，不如使我入关计事。”齐王以为然，乃益具车送琅邪王。
7. ↑  《史记》卷九<吕太后本纪>：诸大臣相与阴谋曰：“少帝及梁、淮阳、常山王，皆非真孝惠子也。吕后以计诈名他人子，杀其母，养后宫，令孝惠子之，立以为后，及诸王，以彊吕氏。今皆已夷灭诸吕，而置所立，即长用事，吾属无类矣。不如视诸王最贤者立之。”或言“齐悼惠王高帝长子，今其适子为齐王，推本言之，高帝适长孙，可立也”。大臣皆曰：“吕氏以外家恶而几危宗庙，乱功臣今齐王母家驷，驷钧，恶人也。即立齐王，则复为吕氏。”欲立淮南王，以为少，母家又恶。乃曰：“代王方今高帝见子，最长，仁孝宽厚。太后家薄氏谨良。且立长故顺，以仁孝闻于天下，便。”乃相与共阴使人召代王。代王使人辞谢。再反，然后乘六乘传。后九月晦日己酉，至长安，舍代邸。大臣皆往谒，奉天子玺上代王，共尊立为天子。代王数让，群臣固请，然后听。
8. 1 2  《史记》卷八<高祖本纪>：单父人吕公善沛令，避仇从之客，因家沛焉。沛中豪桀吏闻令有重客，皆往贺。萧何为主吏，主进，令诸大夫曰：“进不满千钱，坐之堂下。”高祖为亭长，素易诸吏，乃绐为谒曰“贺钱万”，实不持一钱。谒入，吕公大惊，起，迎之门。吕公者，好相人，见高祖状貌，因重敬之，引入坐。萧何曰：“刘季固多大言，少成事。”高祖因狎侮诸客，遂坐上坐，无所诎。酒阑，吕公因目固留高祖。高祖竟酒，后。吕公曰：“臣少好相人，相人多矣，无如季相，愿季自爱。臣有息女，愿为季箕帚妾。”酒罢，吕媪怒吕公曰：“公始常欲奇此女，与贵人。沛令善公，求之不与，何自妄许与刘季？”吕公曰：“此非儿女子所知也。”卒与刘季。吕公女乃吕后也，生孝惠帝、鲁元公主。
9. ↑  《史记》卷八<高祖本纪>：吕公女乃吕后也，生孝惠帝、鲁元公主。
10. ↑  《史记》卷九<吕太后本纪>：吕后为人刚毅，佐高祖定天下，所诛大臣多吕后力。吕后兄二人，皆为将。长兄周吕侯死事，封其子吕台为郦侯，子产为交侯；次兄吕释之为建成侯。
11. ↑  《史记》卷十八<高祖功臣候者年表>：周吕以吕后兄初起，以客从，入汉为侯。还定三秦，将兵先入碭。汉王之解彭城，往从之，复发兵佐高祖定天下，功侯。高祖六年正月丙戌，令武侯吕泽元年。
12. ↑  《史记》卷十八<高祖功臣候者年表>：建成以吕后兄初起以客从，击三秦。汉王入汉，而释之还丰沛，奉卫吕宣王、太上皇。天下已平，封释之为建成侯。高祖六年正月丙戌，康侯释之元年。
13. ↑  《史记》卷九十五<樊郦滕灌列传>：哙以吕后女弟吕须为妇，生子伉，故其比诸将最亲。
14. ↑  《史记》卷八<高祖本纪>：高祖为人，隆准而龙颜，美须髯，左股有七十二黑子。仁而爱人，喜施，意豁如也。常有大度，不事家人生产作业。及壮，试为吏，为泗水亭长，廷中吏无所不狎侮，好酒及色。常从王媪、武负贳酒，醉卧，武负、王媪见其上常有龙，怪之。高祖每酤留饮，酒雠数倍。及见怪，岁竟，此两家常折券弃责。
15. 1 2  《史记》卷九十九<刘敬叔孙通列传>：汉九年，高帝徙叔孙通为太子太傅。汉十二年，高祖欲以赵王如意易太子，叔孙通谏上曰：“昔者晋献公以骊姬之故废太子，立奚齐，晋国乱者数十年，为天下笑。秦以不蚤定扶苏，令赵高得以诈立胡亥，自使灭祀，此陛下所亲见。今太子仁孝，天下皆闻之；吕后与陛下攻苦食啖，其可背哉！陛下必欲废适而立少，臣愿先伏诛，以颈血污地。”高帝曰：“公罢矣，吾直戏耳。”叔孙通曰：“太子天下本，本一摇天下振动，柰何以天下为戏！”高帝曰：“吾听公言。”及上置酒，见留侯所招客从太子入见，上乃遂无易太子志矣。
16. ↑  《史记》卷八<高祖本纪>：高祖为亭长时，常告归之田。吕后与两子居田中耨，有一老父过请饮，吕后因哺之。老父相吕后曰：“夫人天下贵人。”令相两子，见孝惠，曰：“夫人所以贵者，乃此男也。”相鲁元，亦皆贵。老父已去，高祖适从旁舍来，吕后具言客有过，相我子母皆大贵。高祖问，曰：“未远。”乃追及，问老父。老父曰：“乡者夫人婴儿皆似君，君相贵不可言。”高祖乃谢曰：“诚如父言，不敢忘德。”及高祖贵，遂不知老父处。
17. ↑  《史记》卷八<高祖本纪>：高祖为亭长，乃以竹皮为冠，令求盗之薛治之，时时冠之，及贵常冠，所谓“刘氏冠”乃是也。高祖以亭长为县送徒骊山，徒多道亡。自度比至皆亡之，到丰西泽中，止饮，夜乃解纵所送徒。曰：“公等皆去，吾亦从此逝矣！”徒中壮士愿从者十余人。高祖被酒，夜径泽中，令一人行前。行前者还报曰：“前有大蛇当径，愿还。”高祖醉，曰：“壮士行，何畏！”乃前，拔剑击斩蛇。蛇遂分为两，径开。行数里，醉，因卧。后人来至蛇所，有一老妪夜哭。人问何哭，妪曰：“人杀吾子，故哭之。”人曰：“妪子何为见杀？”妪曰：“吾，白帝子也，化为蛇，当道，今为赤帝子斩之，故哭。”人乃以妪为不诚，欲告之，妪因忽不见。后人至，高祖觉。后人告高祖，高祖乃心独喜，自负。诸从者日益畏之。
18. ↑  《史记》卷八<高祖本纪>：秦始皇帝常曰“东南有天子气”，于是因东游以厌之。高祖即自疑，亡匿，隐于芒砀山泽巖石之闲。吕后与人俱求，常得之。高祖怪问之。吕后曰：“季所居上常有云气，故从往常得季。”高祖心喜。沛中子弟或闻之，多欲附者矣。
19. ↑  《史记》卷八<高祖本纪>：秦二世元年秋，陈胜等起蕲，至陈而王，号为“张楚”。诸郡县皆多杀其长吏以应陈涉。沛令恐，欲以沛应涉。掾、主吏萧何、曹参乃曰：“君为秦吏，今欲背之，率沛子弟，恐不听。愿君召诸亡在外者，可得数百人，因劫众，众不敢不听。”乃令樊哙召刘季。刘季之众已数十百人矣。于是樊哙从刘季来。沛令后悔，恐其有变，乃闭城城守，欲诛萧、曹。萧、曹恐，逾城保刘季。刘季乃书帛射城上，谓沛父老曰：“天下苦秦久矣。今父老虽为沛令守，诸侯并起，今屠沛。沛今共诛令，择子弟可立者立之，以应诸侯，则家室完。不然，父子俱屠，无为也。”父老乃率子弟共杀沛令，开城门迎刘季，欲以为沛令。刘季曰：“天下方扰，诸侯并起，今置将不善，一败涂地。吾非敢自爱，恐能薄，不能完父兄子弟。此大事，愿更相推择可者。”萧、曹等皆文吏，自爱，恐事不就，后秦种族其家，尽让刘季。诸父老皆曰：“平生所闻刘季诸珍怪，当贵，且卜筮之，莫如刘季最吉。”于是刘季数让。众莫敢为，乃立季为沛公。祠黄帝，祭蚩尤于沛庭，而衅鼓旗，帜皆赤。由所杀蛇白帝子，杀者赤帝子，故上赤。于是少年豪吏如萧、曹、樊哙等皆为收沛子弟二三千人，攻胡陵、方与，还守丰。
20. ↑  《史记》卷八<高祖本纪>：秦二世二年，陈涉之将周章军西至戏而还。燕、赵、齐、魏皆自立为王。项氏起吴。秦泗川监平将兵围丰，二日，出与战，破之。命雍齿守丰，引兵之薛。泗州守壮败于薛，走至戚，沛公左司马得泗川守壮，杀之。沛公还军亢父，至方与，未战。陈王使魏人周市略地。周市使人谓雍齿曰：“丰，故梁徙也。今魏地已定者数十城。齿今下魏，魏以齿为侯守丰。不下，且屠丰。”雍齿雅不欲属沛公，及魏招之，即反为魏守。沛公引兵攻丰，不能取。沛公病，还之沛。沛公怨雍齿与丰子弟叛之，闻东阳甯君、秦嘉立景驹为假王，在留，乃往从之，欲请兵以攻丰。是时秦将章邯从陈，别将司马夷将兵北定楚地，屠相，至砀。东阳甯君、沛公引兵西，与战萧西，不利。还收兵聚留，引兵攻砀，三日乃取砀。因收砀兵，得五六千人。攻下邑，拔之。还军丰。闻项梁在薛，从骑百余往见之。项梁益沛公卒五千人，五大夫将十人。沛公还，引兵攻丰。
21. ↑  《史记》卷七<项羽本纪>：项王、范增疑沛公之有天下，业已讲解，又恶负约，恐诸侯叛之，乃阴谋曰：“巴、蜀道险，秦之迁人皆居蜀。”乃曰：“巴、蜀亦关中地也。”故立沛公为汉王，王巴、蜀、汉中，都南郑。......项王自立为西楚霸王，王九郡，都彭城，
22. ↑  《史记》卷九十五<樊郦滕灌列传>：项羽至，灭秦，立沛公为汉王。
23. ↑  《史记》卷九十五<樊郦滕灌列传>：汉之元年四月，诸侯罢戏下，各就国。
24. ↑  《史记》卷八<高祖本纪>：八月，令将军薛欧、王吸出武关，因王陵兵南阳，以迎太公、吕后于沛。楚闻之，发兵距之阳夏，不得前。令故吴令郑昌为韩王，距汉兵。
25. ↑  《史记》卷九十五<樊郦滕灌列传>：还定三秦，从击项籍。至彭城，项羽大破汉军。汉王败，不利，驰去。见孝惠、鲁元，载之。汉王急，马罢，虏在後，常蹶两兒欲弃之，婴常收，竟载之，徐行面雍树乃驰。汉王怒，行欲斩婴者十馀，卒得脱，而致孝惠、鲁元於丰。
26. ↑  《史记》卷十八<高祖功臣候者年表>：（安国侯王陵）以客从起丰，以厩将别定东郡、南阳。从至霸上，入汉守丰，上东，因从战不利，奉孝惠、鲁元出睢水中，及坚守丰于雍。
27. ↑  《史记》卷八<高祖本纪>：是时项王北击齐，田荣与战城阳。田荣败，走平原，平原民杀之。齐皆降楚。楚因焚烧其城郭，系虏其子女。齐人叛之。田荣弟横立荣子广为齐王，齐王反楚城阳。项羽虽闻汉东，既已连齐兵，欲遂破之而击汉。汉王以故得劫五诸侯兵，遂入彭城。项羽闻之，乃引兵去齐，从鲁睢水上，大破汉军，多杀士卒，睢水为之不流。乃取汉王父母妻子於沛，置之军中以为质。当是时，诸侯见楚彊汉败，还皆去汉复为楚。塞王欣亡入楚。
28. ↑  《史记》卷七<项羽本纪>：春，汉王部五诸侯兵，凡五十六万人，东伐楚。项王闻之，即令诸将击齐，而自以精兵三万人南从鲁出胡陵。四月，汉皆已入彭城，收其货宝美人，日置酒高会。项王乃西从萧，晨击汉军而东，至彭城，日中，大破汉军。楚军皆走，相随入榖、泗水，杀汉卒十余万人。汉卒皆南走山，楚又追击，至灵壁东睢水上。汉军却，为楚所挤，多杀，汉卒十余万人皆入睢水，睢水为之不流。围汉王三匝。于是大风从西北而起，折木发屋，扬沙石，窈冥昼晦，逢迎楚军。楚军大乱，坏散，而汉王乃得与数十骑遁去。欲过沛，收家室而西；楚亦使人追之沛，取汉王家；家皆亡，不与汉王相见。汉王道逢得孝惠、鲁元，乃载行。楚骑追汉王，汉王急，推堕孝惠、鲁元车下，滕公常下收载之，如是者三。曰：“虽急，不可以驱，奈何弃之！”于是遂得脱。求太公、吕后不相遇。审食其从太公、吕后间行，求汉王，反遇楚军。楚军遂与归，报项王，项王常置军中。
29. ↑  《史记》卷九十五<樊郦滕灌列传>：婴自上初起沛，常为太仆，竟高祖崩。以太仆事孝惠。孝惠帝及高后德婴之脱孝惠、鲁元于下邑之间也，乃赐婴县北第第一，曰“近我”，以尊异之。孝惠帝崩，以太仆事高后。高后崩，代王之来，婴以太仆与东牟侯入清宫，废少帝，以天子法驾迎代王代邸，与大臣共立为孝文皇帝，复立太仆。
30. ↑  《史记》卷八<高祖本纪>：当此时，彭越将兵居梁地，往来苦楚兵，绝其粮食。田横往从之。项羽数击彭越等，齐王信又进击楚。项羽恐，乃与汉王约，中分天下，割鸿沟而西者为汉，鸿沟而东者为楚。项王归汉王父母妻子，军中皆呼万岁，乃归而别去。
31. ↑  《史记》卷八<高祖本纪>：汉王之败彭城而西，行使人求家室，家室亦亡，不相得。败後乃独得孝惠，六月，立为太子，大赦罪人。令太子守栎阳，诸侯子在关中者皆集栎阳为卫。
32. ↑  《前汉纪》卷二<前汉高祖皇帝纪>：二年......壬午。立子盈为太子。赦罪人。
33. ↑  《史记》卷五十三<萧相国世家>：汉二年，汉王与诸侯击楚，何守关中，侍太子，治栎阳。
34. ↑  《史记》卷八<高祖本纪>：五年，高祖与诸侯兵共击楚军，与项羽决胜垓下。淮阴侯将三十万自当之，孔将军居左，费将军居右，皇帝在后，绛侯、柴将军在皇帝后。项羽之卒可十万。淮阴先合，不利，却。孔将军、费将军纵，楚兵不利，淮阴侯复乘之，大败垓下。项羽卒闻汉军之楚歌，以为汉尽得楚地，项羽乃败而走，是以兵大败。使骑将灌婴追杀项羽东城，斩首八万，遂略定楚地。鲁为楚坚守不下。汉王引诸侯兵北，示鲁父老项羽头，鲁乃降。遂以鲁公号葬项羽谷城。还至定陶，驰入齐王壁，夺其军。正月，诸侯及将相相与共请尊汉王为皇帝。汉王曰：“吾闻帝贤者有也，空言虚语，非所守也，吾不敢当帝位。”群臣皆曰：“大王起微细，诛暴逆，平定四海，有功者辄裂地而封为王侯。大王不尊号，皆疑不信。臣等以死守之。”汉王三让，不得已，曰：“诸君必以为便，便国家。”甲午，乃即皇帝位氾水之阳。
35. ↑  《前汉纪》卷三<前汉高祖皇帝纪>：二月甲午。皇帝即位于汜水之阳。以十月为正。从火德。色尚赤。以应斩白蛇神母之符。尊王后曰皇后。太子曰皇太子。迫尊先媪曰昭灵夫人。
36. ↑  《史记》卷九<吕太后本纪>：吕太后者，高祖微时妃也，生孝惠帝、女鲁元太后。及高祖为汉王，得定陶戚姬，爱幸，生赵隐王如意。孝惠为人仁弱，高祖以为不类我，常欲废太子，立戚姬子如意，如意类我。戚姬幸，常从上之关东，日夜啼泣，欲立其子代太子。吕后年长，常留守，希见上，益疏。
37. 1 2 3  《史记》卷四十九<外戚世家>：汉兴，吕娥姁为高祖正后，男为太子。及晚节色衰爱驰，而戚夫人有宠，其子如意几代太子者数矣。及高祖崩，吕后夷戚氏，诛赵王，而高祖珀宫唯独无宠疏远者得无恙。
38. ↑  《史记》卷十八<高祖功臣候者年表>：（高祖）九年，（令武侯吕泽）子台封郦侯元年。
39. ↑  《史记》卷十七<汉兴以来诸侯王年表>：（高祖八年，敖，耳子）废。（高祖九年，赵）初王隐王如意元年。如意，高祖子。
40. ↑  《史记》卷九<吕太后本纪>：如意立为赵王后，几代太子者数矣，赖大臣争之，及留侯策，太子得毋废。
41. ↑  《漢書·外戚傳上》：（呂后）兄二人皆為列將，從征伐。長兄澤為周呂侯，次兄釋之為建成侯，逮高祖而侯者三人。（但《史記·留侯世家》與《漢書·張良傳》則稱「建成侯呂澤」）
42. ↑  《史记》卷五十五<留侯世家>：上欲废太子，立戚夫人子赵王如意。大臣多谏争，未能得坚决者也。吕后恐，不知所为。人或谓吕后曰：“留侯善画计策，上信用之。”吕后乃建成侯吕泽劫留侯，曰：“君常为上谋臣，今上欲易太子，君安得高枕而卧乎？”留侯曰：“始上数在困急之中，幸用臣策。今天下安定，以爱欲易太子，骨肉之间，虽臣等百余人何益。”吕泽强要曰：“为我画计。”留侯曰：“此难以口舌争也。顾上有不能致者，天下有四人。四人者年老矣，皆以为上慢侮人，故逃匿山中，义不为汉臣。然上高此四人。今公诚能无爱金玉璧帛，令太子为书，卑辞安车，因使辩士固请，宜来。来，以为客，时时从入朝，令上见之，则必异而问之。问之，上知此四人贤，则一助也。”于是吕后令吕泽使人奉太子书，卑辞厚礼，迎此四人。四人至，客建成侯所。
43. ↑  《史记》卷九十六<张丞相列传>：昌为人彊力，敢直言，自萧、曹等皆卑下之。昌尝燕时入奏事，高帝方拥戚姬，昌还走，高帝逐得，骑周昌项，问曰：“我何如主也？”昌仰曰：“陛下即桀纣之主也。”于是上笑之，然尤惮周昌。及帝欲废太子，而立戚姬子如意为太子，大臣固争之，莫能得；上以留侯策即止。而周昌廷争之彊，上问其说，昌为人吃，又盛怒，曰：“臣口不能言，然臣期期知其不可。陛下虽欲废太子，臣期期不奉诏。”上欣然而笑。既罢，吕后侧耳于东箱听，见周昌，为跪谢曰：“微君，太子几废。”
44. ↑  《史记》卷五十五<留侯世家>：汉十一年，黥布反，上病，欲使太子将，往击之。四人相谓曰：“凡来者，将以存太子。太子将兵，事危矣。”乃说建成侯曰：“太子将兵，有功则位不益太子；无功还，则从此受祸矣。且太子所与俱诸将，皆尝与上定天下枭将也，今使太子将之，此无异使羊将狼也，皆不肯为尽力，无功必矣。臣闻‘母爱者子抱’，今戚夫人日夜侍御，赵王如意常抱居前，上曰‘终不使不肖子居爱子之上’，明乎其太子位必矣。君何不急请吕后承间为上泣言：‘黥布，天下猛将也，善用兵，今诸将皆陛下故等夷，乃令太子将此属，无异使羊将狼，莫肯为用，且使布闻之，则鼓行而西耳。上虽病，强载辎车，卧而护之，诸将不敢不尽力。上虽苦，为妻子自强。’”于是吕泽立夜见吕后，吕后承间为上泣涕而言，如四人意。上曰：“吾惟竖子固不足遣，而公自行耳。”于是上自将兵而东，群臣居守，皆送至灞上。留侯病，自强起，至曲邮，见上曰：“臣宜从，病甚。楚人剽疾，愿上无与楚人争锋。”因说上曰：“令太子为将军，监关中兵。”上曰：“子房虽病，强卧而傅太子。”是时叔孙通为太傅，留侯行少傅事。
45. ↑  《史记》卷九十九<刘敬叔孙通列传>：汉九年，高帝徙叔孙通为太子太傅。
46. ↑  《史记》卷五十五<留侯世家>：汉十二年，上从击破布军归，疾益甚，愈欲易太子。留侯谏，不听，因疾不视事。叔孙太傅称说引古今，以死争太子。上详许之，犹欲易之。及燕，置酒，太子侍。四人从太子，年皆八十有余，须眉皓曰，衣冠甚伟。上怪之，问曰：“彼何为者？”四人前对，各言名姓，曰东园公，角里先生，绮里季，夏黄公。上乃大惊，曰：“吾求公数岁，公辟逃我，今公保自从吾儿游乎？”四人皆曰：“陛下轻士善骂，臣等义不受辱，故恐而亡匿。窍闻太子为人仁孝，恭敬爱士，天下莫不延颈欲为太子死者，故臣等来耳。”上曰：“烦公幸卒调护太子。”
47. ↑  《史记》卷五十五<留侯世家>：四人为寿已毕，趋去。上目送之，召戚夫人指示四人者曰：“我欲易之，彼四人辅之，羽翼已成，难动矣。吕后真而主矣。”戚夫人泣，上曰：“为我楚舞，吾为若楚歌。”歌曰：“鸿鹄高飞，一举千里。羽翮已就，横绝四海。横绝四海，当可奈何！虽有矰缴，尚安所施！”歌数阕，戚夫人嘘唏流涕，上起之，罢酒。竟不易太子者，留侯本招此四人之力也。
48. ↑  《史记》卷五十五<留侯世家>：留侯从上击代，出奇计马邑下，及立萧何相国，所与上从容言天下事甚众，非天下所以存亡，故不著。留侯乃称曰：“家世相韩，及韩灭，不爱万金之资，为韩报仇强秦，天下振动。今以三寸舌为帝者师，封万户，位列侯，此布衣之极，于良足矣。愿弃人间事，欲从赤松子游耳。”乃学辟谷，道引轻身。会高帝崩，吕后德留侯，乃强食之，曰：“人生一世间，如白驹过隙，何至自苦如此乎！”留侯不得已，强听而食。
49. ↑  《史记》卷九十五<樊郦滕灌列传>：哙以吕后女弟吕媭为妇，生子伉，故其比诸将最亲。先黥布反时，高祖尝病甚，恶见人，卧禁中，诏户者无得入群臣。群臣绛，灌等莫敢入。十余日，哙乃排闼直入，大臣随之。上独枕一宦者卧。哙等见上流涕曰：“始陛下与臣等起丰沛，定天下，何其壮也！今天下已定，又何惫也！且陛下病甚，大臣震恐，不见臣等计事，顾独与一宦者绝乎？且陛下独不见赵高之事乎？”高帝笑而起。其后卢绾反，高帝使哙以相国击燕。是时高帝病甚，人有恶哙党于卢氏，即上一日宫车晏驾，则哙欲以兵尽诛灭戚氏，赵王如意之属。高帝闻之大怒，乃使陈平载绛侯代将，而即军中斩哙。陈平畏吕后，执哙诣长安。至则高祖已崩，吕后释哙，使复爵邑。
50. ↑  《史记》卷九十三<韩信卢绾列传>：汉十二年，东击黥布，豨常将兵居代，汉使樊哙击斩豨。其裨将降，言燕王绾使范齐通计谋于豨所。高祖使使召卢绾，绾称病。上又使辟阳侯审食其、御史大夫赵尧往迎燕王，因验问左右。绾愈恐，闭匿，谓其幸臣曰：“非刘氏而王，独我与长沙耳。往年春，汉族淮阴，夏，诛彭越，皆吕后计。今上病，属任吕后。吕后妇人，专欲以事诛异姓王者及大功臣。”乃遂称病不行。其左右皆亡匿。语颇泄，辟阳侯闻之，归具报上，上益怒。又得匈奴降者，降者言张胜亡在匈奴，为燕使。于是上曰：“卢绾果反矣！”使樊哙击燕。燕王绾悉将其宫人家属骑数千居长城下，侯伺，幸上病愈，自入谢。四月，高祖崩，卢绾遂将其众亡入匈奴，匈奴以为东胡卢王。绾为蛮夷所侵夺，常思复归。居岁余，死胡中。
51. ↑  《史记》卷五十六<陈丞相世家>：高帝从破布军还，病创，徐行至长安。燕王卢绾反，上使樊哙以相国将兵攻之。既行，人有短恶哙者。高帝怒曰：“哙见吾病，乃冀我死也。”用陈平谋而召绛侯周勃受诏床下，曰：“陈平亟驰传载勃，代哙将。平至军中即斩哙头！”二人既受诏，驰传未至军，行计之曰：“樊哙，帝之故人也，功多，且又乃吕后弟吕媭之夫，有亲且贵，帝以忿怒故，欲斩之，则恐后悔。宁囚而致上，上自诛之。”未至军，为坛，以节召樊哙。哙受诏，即反接载槛车，传诣长安，而令绛侯勃代将，将兵定燕反县。平行闻高帝崩，平恐吕太后及吕媭谗怒，乃驰传先去。逢使者诏平与灌婴屯于荥阳。平受诏，立复驰至宫，哭甚哀，因奏事丧前。吕太后哀之，曰：“君劳，出休矣。”平畏谗之就，因固请得宿卫中。太后乃以为郎中令，曰：“傅教孝惠。”是后吕媭谗乃不得行。樊哙至，则赦复爵邑。
52. ↑  《史记》卷八<高祖本纪>：高祖击布时，为流矢所中，行道病。病甚，吕后迎良医。医入见，高祖问医。医曰:“病可治。”于是高祖嫚骂之曰：“吾以布衣提三尺剑取天下，此非天命乎？命乃在天，虽扁鹊何益！”遂不使治病，赐金五十斤罢之。已而吕后问：“陛下百岁后，萧相国即死，令谁代之？”上曰：“曹参可。”问其次，上曰：“王陵可。然陵少戆，陈平可以助之。陈平智有余，然难以独任。周勃重厚少文，然安刘氏者必勃也，可令为太尉。”吕后复问其次，上曰：“此后亦非而所知也。”
53. 1 2  《史记》卷五十四<曹相国世家>：参始微时，与萧何善；及为将相，有郤。至何且死，所推贤唯参。参代何为汉相国，举事无所变更，一遵萧何约束。
54. ↑  《全上古三代秦汉三国六朝文·全汉文》卷一<高帝·手敕太子>：吾遭乱世，当秦禁学，自喜，谓读书无益。洎践祚以来，时方省书，乃使人知作者之意，追思昔所行，多不是。尧舜不以天子与子，而与他人，此非为不惜天下，但子不中立耳。人有好牛马尚惜，况天下耶？吾以尔是元子，早有立意。群臣咸称汝友四皓，吾所不能致，而为汝来，为可任大事也，今定汝为嗣。吾生不学书，但读书问字而遂知耳。以此，故不大工，然亦足自辞解。今视汝书，犹不如吾，汝可勤学习。每上疏，宜自书，勿使人也。汝见萧、曹、张、陈诸公侯，吾同时人，倍年於汝者，皆拜，并语於汝诸弟。吾得疾遂困，以如意母子相累，其馀诸儿皆自足立，哀此儿犹小也。
55. ↑  《史记》卷八<高祖本纪>：四月甲辰，高祖崩长乐宫。四日不发丧。吕后与审食其谋曰：“诸将与帝为编户民，今北面为臣，此常怏怏，今乃事少主，非尽族是，天下不安。”人或闻之，语郦将军。郦将军往见审食其，曰：“吾闻帝已崩，四日不发丧，欲诛诸将。诚如此，天下危矣。陈平、灌婴将十万守荥阳，樊哙、周勃将二十万定燕、代，此闻帝崩，诸将皆诛，必连兵还乡以攻关中，大臣内叛，诸侯外反，亡可翘足而待也。”审食其人言之，乃以丁未发丧，大赦天下。
56. ↑  《汉书》卷一<高帝纪>：夏四月甲辰，帝崩于长乐宫。卢绾闻之，遂亡入匈奴。吕后与审食其谋曰：“诸将故与帝为编户民。北面为臣，心常鞅鞅。今乃事少主，非尽族，是天下不安。”以故不发丧。人或闻以语郦商。郦商见审食其曰：“闻帝已崩，四日不发丧，欲诛诸将。诚如此，天下危矣。陈平、灌婴将十万守荥阳，樊哙、周勃将二十万定燕、代，此闻帝崩，诸将皆诛，必连兵还乡，以攻关中。大臣内畔，诸将外反，亡可跷足待也。”审食其入言之，乃以丁未发丧，大赦天下。
57. ↑  《史记》卷八<高祖本纪>：丙寅，葬（长陵）。己巳，立太子，至太上皇庙。群臣皆曰：“高祖起徽细，拨乱世反之正，平定天下，为汉太祖，功最高。”上尊号为高皇帝。太子袭号为皇帝，孝惠帝也。令郡国诸将各立高祖庙，以岁时祠。
58. ↑  《汉书》卷二<惠帝纪>：五月丙寅，太子即皇帝位，尊皇后曰皇太后。
59. ↑  《史记》卷八<高祖本纪>：十二年，十月，高祖已击布军，会甀。布走，令别将追之。高祖还归，过沛，留。置酒沛宫，悉召故人父老子弟纵酒，发沛中儿得百二十人，教之歌。酒酣，高祖击筑，自为歌诗曰：“大风起兮云飞扬，威加海内兮归故乡，安得猛士兮守四方！”令儿皆和习之。高祖乃起舞，慷慨伤怀，泣数行下。谓沛父兄曰：“游子悲故乡。吾虽都关中，万岁后吾魂魂犹乐思沛。且朕自沛公以诛暴逆，遂有天下，其以沛为朕汤沐邑，复其民，世世无有所与，”沛父兄诸母故人，日乐饮极欢，道旧故为笑乐。十余日，高祖欲去，沛父兄固请留高祖。高祖曰：“吾人众多，父兄不能给。”乃去。沛中空县皆之邑西献。高祖复留止，张饮三日。沛父兄皆顿首曰：“沛幸得复，丰未复，唯陛下哀怜之。”高祖曰：“丰吾所生长，极不忘耳，吾特为其以雍齿故反我为魏。”沛父兄固请，乃并复丰，比沛。于是拜沛侯刘濞为吴王......及孝惠五年，思高祖之悲乐沛，以沛宫为高祖原庙。高祖所教歌儿百二十人，皆令为吹乐，后有缺，辄补之。
60. ↑  《史记》卷八<高祖本纪>：高帝八男：长庶齐悼惠王肥；次孝惠，吕后子；次戚夫人子赵隐王如意；次代王恒，已立为孝文帝，薄太后子；次梁王恢，吕太后时徙为赵共王；次淮阳王友，吕太后时徙为赵幽王；次淮南厉王长；次燕王建。
61. 1 2 3 4 5 6 7 8  《史记》卷九<吕太后本纪>：高祖十二年四月甲辰，崩长乐宫，太子袭号为帝。是时高祖八子：长男肥，孝惠兄也，异母，肥为齐王；余皆孝惠弟，戚姬子如意为赵王，薄夫人子恒为代王，诸姬子子恢为梁王，子友为淮阳王，子长为淮南王，子建为燕王。高祖弟交为楚王，兄子濞为吴王。非刘氏功臣番君吴芮子臣为长沙王。
62. ↑  《汉书》卷二<惠帝纪>：十二年四月，高祖崩。五月丙寅，太子即皇帝位，尊皇后曰皇太后。
63. ↑  《史记》卷四十九<外戚世家>：高祖崩，诸御幸姬戚夫人之属，吕太后怒，皆幽之，不得出宫。而薄姬以希见故，得出，从子之代，为代王太后。太后弟薄昭从如代。
64. ↑  《汉书》卷九十六<外戚传>：高祖崩，惠帝立，吕后为皇太后，乃令永巷囚戚夫人，髠钳衣赭衣，令舂。戚夫人舂且歌曰：“子为王，母为虏，终日舂薄暮，常与死为伍！相离三千里，当谁使告女？”太后闻之大怒，曰：“乃欲倚女子邪？”乃召赵王诛之。
65. ↑  《史记》卷九<吕太后本纪>：吕后最怨戚夫人及其子赵王，乃令永巷囚戚夫人，而召赵王。使者三反，赵相建平侯周昌谓使者曰：“高帝属臣赵王，赵王年少。窃闻太后怨戚夫人，欲召赵王并诛之，臣不敢遣王。王且亦病，不能奉诏。”吕后大怒，乃使人召赵相。赵相征至长安，乃使人复召赵王。王来，未到。孝惠帝慈仁，知太后怒，自迎赵王霸上，与入宫，自挟与赵王起居饮食。太后欲杀之，不得闲。孝惠元年十二月，帝晨出射。赵王少，不能蚤起。太后闻其独居，使人持酖饮之。犁明，孝惠还，赵王已死。于是乃徙淮阳王友为赵王。
66. ↑  《史记》卷九十六<张丞相列传>：是后戚姬子如意为赵王，年十岁高祖忧即万岁之后不全也。赵尧年少，为符玺御史。赵人方与公谓御史大夫周昌曰：“君之史赵尧，年虽少，然奇才也，君必异之，是且代君之位。”周昌笑曰；“尧年少，刀笔吏耳，何能至是乎！”居顷之，赵尧侍高祖。高祖独心不乐，悲歌，群臣不知上之所以然。赵尧进请问曰：“陛下所为不乐，非为赵王年少而戚夫人与吕后有却邪？备万岁之后而赵王不能自全乎？”高祖曰：“然。吾私忧之，不知所出。”尧曰：“陛下独宜为赵王置贵、彊相，及吕后、太子、群臣素所敬惮乃可。”高祖曰：“然。吾念之欲如是，而群臣谁可者？”尧曰：“御史大夫周昌，其人坚忍质直，且自吕后、太子及大臣皆素敬惮之。独昌可。”高祖曰：“善。”于是乃召周昌，谓曰：“吾欲固烦公，公彊为我相赵王。”周昌泣曰：“臣初起从陛下，陛下独柰何中道而弃之于诸侯乎？”高祖曰：“吾极知其左迁，然吾私忧赵王，念非公无可者。公不得已，彊行！”于是徙御史大夫周昌为赵相。......高祖崩，吕太后使使召赵王，其相周昌令王称疾不行。使者三反，周昌固为不遣赵王。于是高后患之，乃使使召周昌。周昌至，谒高后，高后怒而骂周昌曰：“尔不知我之怨戚氏乎？而不遣赵王，何？”昌既徵，高后使使召赵王，赵王果来。至长安月余，饮药而死。周昌因谢病不朝见，三岁而死。
67. ↑  《西京杂记》卷一：惠帝尝与赵王同寝处。吕后欲杀之而未得。後帝早猎，王不能夙兴。吕后命力士于被中缢杀之。及死，吕后不之信，以绿囊盛之，载以小軿车入见，乃厚赐力士。力士是东郭门外官奴，帝後知，腰斩之。后不知也。
68. ↑  《史记》卷十七<汉兴以来诸侯王年表>：高祖十二年，（隐王如意）死。孝惠元年，淮阳王徙于赵，名友，元年。是为幽王。
69. ↑  《史记》卷九<吕太后本纪>：夏，诏赐郦侯父追谥为令武侯，太后遂断戚夫人手足，去眼，煇耳，饮瘖药，使居厕中，命曰“人彘”。居数日，乃召孝惠帝观人彘。孝惠见，问，乃知其戚夫人，乃大哭，因病，岁余不能起。使人请太后曰：“此非人所为。臣为太后子，终不能治天下！ 。”孝惠以此日饮为淫乐，不听政，故有病也。
70. ↑  《史记》卷九十七<郦生陆贾列传>：孝惠帝时，吕太后用事，欲王诸吕，畏大臣有口者，陆生自度不能争之，乃病免家居。
71. ↑  《史记》卷十九<惠景间侯者年表>
72. ↑  《史记》卷九<吕太后本纪>：二年，楚元王、齐悼惠王皆来朝。十月，孝惠与齐王燕饮太后前，孝惠以为齐王兄，置上坐，如家人之礼。太后怒，乃令酌两卮酖，置前，令齐王起为寿。齐王起，孝惠亦起，取卮欲俱为寿。太后乃恐，自起泛孝惠卮。齐王怪之，因不敢饮，详醉去。问，知其酖，齐王恐，自以为不得脱长安，忧。齐内史士说王曰：“太后独有孝惠与鲁元公主。今王有七十余城，而公主乃食数城。王诚以一郡上太后，为公主汤沐邑，太后必喜，王必无忧。”于是齐王乃上城阳之郡，尊公主为王太后。吕后喜，许之。乃置酒齐邸，乐饮，罢，归齐王。
73. ↑  《史记》卷五十二<齐悼惠王世家>：齐悼惠王刘肥者，高祖长庶男也。其母外妇也，曰曹氏。高祖六年，立肥为齐王，食七十城，诸民能齐言者皆予齐王。齐王，孝惠帝兄也。孝惠帝二年，齐王入朝。惠帝与齐王燕饮，亢礼如家人。吕太后怒，且诛齐王。齐王惧不得脱，乃用其内史勋计，献城阳郡，以为鲁元公主汤沐邑。吕太后喜，乃得辞就国。
74. ↑  《新序·善谋下》：齐悼王者，孝惠皇帝之兄也。孝惠皇帝二年，悼惠王入朝，孝惠皇与悼惠王燕饮，乃行家人礼，同席。吕太后怒，乃进鸩酒，孝惠皇帝知，欲代饮之，乃止。悼惠王惧不得出城，上车太息，内史参乘怪问其故，悼惠王具以状语内史，内史曰：“王宁亡十城耶？将亡齐国也？”悼惠王曰：“得全身而已，何敢爱城哉！”内史曰：“鲁元公主，太后之女，大王之弟也。大王封国七十余城，而鲁元公主汤沐邑少；大王诚献十城为鲁元公主汤沐邑，内有亲亲之恩，外有顺太后之意，太后必大喜。是亡十城而得六十城也。”悼惠王曰：“善。”至邸上，奏献十城为鲁元公主汤沐邑，太后果大悦受邑，厚赐悼惠王而归之，国遂安，齐内史之谋也。
75. ↑  《史记》卷五十二<齐悼惠王世家>：悼惠王即位十三年，以惠帝六年卒。子襄立，是为哀王......琅邪王既行，齐遂举兵西攻吕国之济南。于是齐哀王遗诸侯王书曰：“高帝平定天下，王诸子弟，悼惠王于齐。悼惠王薨，惠帝使留侯张良立臣为齐王。惠帝崩，高后用事，春秋高，听诸吕擅废高帝所立，又杀三赵王，灭梁、燕、赵以王诸吕，分齐国为四。忠臣进谏，上惑乱不听，今高后崩，皇帝春秋富，未能治天下，固恃大臣诸(将)〔侯〕。今诸吕又擅自尊官，聚兵严威，劫列侯忠臣，矫制以令天下，宗庙所以危。今寡人率兵入诛不当为王者。”
76. ↑  《史记》卷五十四<曹相国世家>：孝惠帝元年，除诸侯相国法，更以参为齐丞相。参之相齐，齐七十城。天下初定，悼惠王富於春秋，参尽召长老诸生，问所以安集百姓，如齐故[俗]诸儒以百数，言人人殊，参未知所定。闻胶西有盖公，善治黄老言，使人厚币请之。既见盖公，盖公为言治道贵清静而民自定，推此类具言之。参於是避正堂，舍盖公焉。其治要用黄老术，故相齐九年，齐国安集，大称贤相。
77. 1 2  《史记》卷五十三<萧相国世家>：何素不与曹参相能，及何病，孝惠自临视相国病，因问曰：“君即百岁后，谁可代君者？”对曰：“知臣莫如主。”孝惠曰：“曹参何如？”何顿首曰：“帝得之矣！臣死不恨矣！”
78. ↑  《史记》卷二十二<汉兴以来将相名臣年表>：孝惠二年七月辛未，何薨。七月癸巳，齐相平阳侯曹参为相国。
79. ↑  《史记》卷五十四<曹相国世家>：择郡国吏木诎於文辞，重厚长者，即召除为丞相史。吏之言文刻深，欲务声名者，辄斥去之。日夜饮醇酒。卿大夫已下吏及宾客见参不事事，来者皆欲有言。至者，参辄饮以醇酒，闲之，欲有所言，复饮之，醉而後去，终莫得开说，以为常。
80. ↑  《史记》卷五十四<曹相国世家>：相舍後园近吏舍，吏舍日饮歌呼。从吏恶之，无如之何，乃请参游园中，闻吏醉歌呼，从吏幸相国召按之。乃反取酒张坐饮，亦歌呼与相应和。
81. ↑  《史记》卷五十四<曹相国世家>：参见人之有细过，专掩匿覆盖之，府中无事。参子窋为中大夫。惠帝怪相国不治事，以为“岂少朕与”？乃谓窋曰：“若归，试私从容问而父曰：‘高帝新弃群臣，帝富於春秋，君为相，日饮，无所请事，何以忧天下乎？’然无言吾告若也。”窋既洗沐归，间侍，自从其所谏参。参怒，而笞窋二百，曰：“趣入侍，天下事非若所当言也。”至朝时，惠帝让参曰：“与窋胡治乎？语参“何为治窋”也。乃者我使谏君也。”参免冠谢曰：“陛下自察圣武孰与高帝？”上曰：“朕乃安敢望先帝乎！”曰：“陛下观臣能孰与萧何贤？”上曰：“君似不及也。”参曰：“陛下言之是也。且高帝与萧何定天下，法令既明，今陛下垂拱，参等守职，遵而勿失，不亦可乎？”惠帝曰：“善。君休矣！”
82. ↑  《史记》卷九<吕太后本纪>：太史公曰：孝惠皇帝、高后之时，黎民得离战国之苦，君臣俱欲休息乎无为，故惠帝垂拱，高后女主称制，政不出房户，天下晏然。刑罚罕用，罪人是希。民务稼穑，衣食滋殖。
83. ↑  《史记·曹相国世家》：参为汉相国，出入三年。卒，谥懿侯。子窋代侯。百姓歌之曰：“萧何为法，顜若画一；曹参代之，守而勿失。载其清净，民以宁一。”
84. ↑  《史记》卷二十二<汉兴以来将相名臣年表>：（孝惠五年）八月乙丑，参卒。
85. ↑  《史记》卷二十二<汉兴以来将相名臣年表>：孝惠六年十月乙巳，安国侯王陵为右丞相。十月己巳曲逆侯陈平为左丞相。
86. ↑  《史记》卷九十九<刘敬叔孙通列传>：高帝崩，孝惠即位，乃谓叔孙生曰：“先帝园陵寝庙，群臣莫习。”徙为太常，定宗庙仪法。及稍定汉诸仪法，皆叔孙生为太常所论箸也。孝惠帝为东朝长乐宫，及间往，数跸烦人，乃作复道，方筑武库南。叔孙生奏事，因请间曰：“陛下何自筑复道高寝，衣冠月出游高庙？高庙，汉太祖，柰何令后世子孙乘宗庙道上行哉？”孝惠帝大惧，曰：“急坏之。”叔孙生曰：“人主无过举。今已作，百姓皆知之，今坏此，则示有过举。愿陛下原庙渭北，衣冠月出游之，益广多宗庙，大孝之本也。”上乃诏有司立原庙。原庙起，以复道故。孝惠帝曾春出游离宫，叔孙生曰：“古者有春尝果，方今樱桃孰，可献，愿陛下出，因取樱桃献宗庙。”上乃许之。诸果献由此兴。
87. ↑  《前汉纪》卷五<孝惠皇帝纪>：五年......三月，上游离宫。叔孙通曰：“古者春常献果，今樱桃始熟，愿陛下取献宗庙。”诸果献自此始。
88. ↑  《史记》卷一百二十五<佞幸列传>：昔以色幸者多矣。至汉兴，高祖至暴抗也，然籍孺以佞幸；孝惠时有闳孺。此两人非有材能，徒以婉佞贵幸，与上卧起，公卿皆因关说。故孝惠时郎侍中皆冠鵕璘，贝带，傅脂粉，化闳、籍之属也。两人徙家安陵。
89. ↑  《史记》卷九十七<郦生陆贾列传>：平原君朱建者，楚人也。故尝为淮南王黥布相，有罪去，後复事黥布。布欲反时，问平原君，平原君非之，布不听而听梁父侯，遂反。汉已诛布，闻平原君谏不与谋，得不诛。语在黥布语中。平原君为人辩有口，刻廉刚直，家於长安。行不苟合，义不取容。辟阳侯行不正，得幸吕太后。时辟阳侯欲知平原君，平原君不肯见。及平原君母死，陆生素与平原君善，过之。平原君家贫，未有以发丧，方假贷服具，陆生令平原君发丧。陆生往见辟阳侯，贺曰：“平原君母死。”辟阳侯曰：“平原君母死，何乃贺我乎？”陆贾曰：“前日君侯欲知平原君，平原君义不知君，以其母故。今其母死，君诚厚送丧，则彼为君死矣。”辟阳侯乃奉百金往税。列侯贵人以辟阳侯故，往税凡五百金。辟阳侯幸吕太后，人或毁辟阳侯於孝惠帝，孝惠帝大怒，下吏，欲诛之。吕太后惭，不可以言。大臣多害辟阳侯行，欲遂诛之。辟阳侯急，因使人欲见平原君。平原君辞曰：“狱急，不敢见君。”乃求见孝惠幸臣闳籍孺，说之曰：“君所以得幸帝，天下莫不闻。今辟阳侯幸太后而下吏，道路皆言君谗，欲杀之。今日辟阳侯诛，旦日太后含怒，亦诛君。何不肉袒为辟阳侯言於帝？帝听君出辟阳侯，太后大驩。两主共幸君，君贵富益倍矣。”於是闳籍孺大恐，从其计，言帝，果出辟阳侯。辟阳侯之囚，欲见平原君，平原君不见辟阳侯，辟阳侯以为倍己，大怒。及其成功出之，乃大惊。
90. ↑  《汉书》卷二十四<食货志>：汉兴，接秦之敝，诸侯并起，民失作业而大饥馑。凡米石五千，人相食，死者过半。高祖乃令民得卖子，就食蜀、汉。天下既定，民亡盖臧，自天子不能具醇驷，而将相或乘牛车。上于是约法省禁，轻田租，十五而税一，量吏禄，度官用，以赋于民。而山川、园池、市肆租税之人，自天子以至封君汤沐邑，皆各为私奉养，不领于天子之经费。漕转关东粟以给中都官，岁不过数十万石。孝惠、高后之间，衣食滋殖。
91. ↑  《汉书》卷二<惠帝纪>：孝惠皇帝，高祖太子也，母曰吕皇后。帝年五岁，高祖初为汉王。二年，立为太子。十二年四月，高祖崩。五月丙寅，太子即皇帝位，尊皇后曰皇太后。赐民爵一级。中郎、郎中满六岁爵三级，四岁二级。外郎满六岁二级。中郎不满一岁一级。外郎不满二岁赐钱万。宦官尚食比郎中，谒者、执楯、执戟、武士、驺比外郎。太子御骖乘赐爵五大夫，舍人满五岁二级。赐给丧事者，二千石钱二万，六百石以上万，五百石、二百石以下至佐史五千。视作斥上者，将军四十金，二千石二十金，六百石以上六金，五百石以下至佐史二金。减田租，复十五税一。爵五大夫、吏六百石以上及宦皇帝而知名者有罪当盗械者，皆颂系；上造以上及内外公孙、耳孙有罪当刑及当为城旦舂者，皆耐为鬼薪、白粲；民年七十以上若不满十岁有罪当刑者，皆完之。又曰：“吏所以治民也，能尽其治则民赖之，故重其禄，所以为民也。今吏六百石以上父母妻子与同居，及故吏尝佩将军、都尉印将兵，及佩二千石官印者，家唯给军赋，他无有所与。”
92. ↑  《汉书》卷二<惠帝纪>：（四年）春正月，举民孝弟力田者复其身。三月甲子，皇帝冠，赦天下。省法令妨吏民者；除挟书律。
93. ↑  《汉书》卷二<惠帝纪>：春正月，城长安。
94. ↑  《汉书》卷二<惠帝纪>：三年春，发长安六百里内男女十四万六千人城长安，三十日罢。
95. ↑  《汉书》卷二<惠帝纪>：六月，发诸侯王、列侯徒隶二万人城长安。
96. ↑  《汉书》卷二<惠帝纪>：惠帝五年......春正月，复发长安六百里内男女十四万五千人城长安，三十日罢。
97. ↑  《汉书》卷二<惠帝纪>：九月，长安城全部竣工。赏赐民爵，每户一级。
98. ↑  《汉书》卷二<惠帝纪>：六年......夏六月，舞阳侯哙薨。起长安西市，修敖仓。
99. ↑  《史记》卷九<吕太后本纪>：三年，方筑长安城，四年就半，五年六年城就。诸侯来会。十月朝贺。
100. ↑  《史记》卷十七<汉兴以来诸侯王年表>记载，来朝的诸侯王有楚元王刘交、吴王刘濞、淮南王刘长、燕灵王刘建、赵幽王刘友、梁王刘恢。
101. ↑  《汉书》卷二<惠帝纪>：六年冬十月辛丑，齐王肥薨。令民得卖爵。女子年十五以上至三十不嫁，五筭。
102. ↑  《汉书注》卷二<惠帝纪>：应劭曰：“国语越王勾践令国中女子年十七不嫁者父母有罪，欲人民繁息也。汉律人出一筭，筭百二十钱，唯贾人与奴婢倍筭。今使五筭，罪谪之也。”孟康曰：“或云复之也。”师古曰：“应说是。”
103. ↑  《史记》卷三十<平淮书>：汉兴，接秦之弊，丈夫从军旅，老弱转粮饷，作业剧而财匮，自天子不能具钧驷，将相或乘牛车，齐民无藏盖。于是为秦钱重难用，更令民铸钱，一黄金一斤，约法省禁。而不轨逐利之民，蓄积余业以稽市物，物踊腾粜，米至石万钱，马一匹则百金。天下已平，高祖乃令贾人不得衣丝乘车，重租税以困辱之。孝惠、高后时，为天下初定，复弛商贾之律，然市井之子孙亦不得仕宦为吏。量吏禄，度官用，以赋于民。而山川园池市井租税之入，自天子以至于封君汤沐邑，皆各为私奉养焉，不领于天下之经费。漕转山东粟，以给中都官，岁不过数十万石。
104. ↑  《汉书》卷二<惠帝纪>：三年春.....夏五月，立闽越君摇为东海王。......秋七月，都厩灾。南越王赵佗称臣奉贡。
105. ↑  《史记》卷一一〇<匈奴列传>：高祖崩，孝惠、吕太后时，汉初定，故匈奴以骄。冒顿乃为书遗高后，妄言。高后欲击之，诸将曰：“以高帝贤武，然尚困于平城。”于是高后乃止，复与匈奴和亲。
106. ↑  《史记》卷一〇〇<季布栾布列传>：孝惠时，为中郎将。单于尝为书嫚吕后，不逊，吕后大怒，召诸将议之。上将军樊哙曰：“臣愿得十万众，横行匈奴中。”诸将皆阿吕后意，曰：“然”。季布曰：“樊哙可斩也！夫高帝将兵四十余万众，困于平城，今哙奈何以十万众横行匈奴中，面欺！且秦以事于胡，陈胜等起。于今创痍未瘳，哙又面谀，欲摇动天下。”是时殿上皆恐，太后罢朝，遂不复议击匈奴事。
107. ↑  《汉书》卷九十四<匈奴传>：孝惠、高后时，冒顿浸骄，乃为书，使使遗高后曰：“孤偾之君，生于沮泽之中，长于平野牛马之域，数至边境，愿游中国。陛下独立，孤偾独居。两主不乐，无以自虞(娱)，愿以所有，易其所无。”高后大怒，召丞相平及樊哙、季布等，议斩其使者，发兵而击之。樊哙曰：“臣愿得十万众，横行匈奴中。”问季布、布曰：“哙可斩也！前陈豨反于代，汉兵三十二万，哈为上将军，时匈奴围高帝于平城，哙不能解围。天下歌之曰：‘平城之下亦诚苦！七日不食，不能彀弩。’今歌吟之声未绝，伤痍者甫起，而哙欲摇动天下，妄言以十万众横行，是面谩也。且夷狄譬如禽兽，得其善言不足喜，恶言不足怒也。”高后曰：“善。”令大谒者张泽报书曰：“单于不忘弊邑，赐之以书，弊邑恐惧。退日自图，年老气衰，髮齿堕落，行步失度，单于过听，不足以自汙。弊邑无罪，宜在见赦。窃有御车二乘，马二驷，以奉常驾。”冒顿得书。复使使来谢曰：“未尝闻中国礼义，陛下幸而赦之。”因献马，遂和亲。
108. ↑  《汉书》卷二<惠帝纪>：三年春，發长安六百里内男女十四万六千人城长安，三十日罢。以宗室女为公主，嫁匈奴单于。
109. ↑  《史记》卷六<秦始皇本纪>：三十四年，适治狱吏不直者，筑长城及南越地。始皇置酒咸阳宫，博士七十人前为寿。仆射周青臣进颂曰：“他时秦地不过千里，赖陛下神灵明圣，平定海内，放逐蛮夷，日月所照，莫不宾服。以诸侯为郡县，人人自安乐，无战争之患，传之万世。自上古不及陛下威德。“始皇悦。博士齐人淳于越进曰：“臣闻殷周之王千余岁，封子弟功臣，自为枝辅。今陛下有海内，而子弟为匹夫，卒有田常、六卿之臣，无辅拂，何以相救哉？事不师古而能长久者，非所闻也。今青臣又面谀以重陛下之过，非忠臣。”始皇下其议。丞相李斯曰：“五帝不相复，三代不相袭，各以治，非其相反，时变异也。今陛下创大业，建万世之功，固非愚儒所知，且越言乃三代之事，何足法也？异时诸侯并争，厚招游学。今天下已定，法令出一，百姓当家则力农工，士则学习法令辟禁。今诸生不师今而学古，以非当世，惑乱黔首。丞相臣斯昧死言：古者天下散乱，莫之能一，是以诸侯并作，语皆道古以害今，饰虚言以乱实，人善其所私学，以非上之所建立。今皇帝并有天下，别黑白而定一尊。私学而相与非法教，人闻令下，则各以其学议之，入则心非，出则巷议，夸主以为名，异取以为高，率群下以造谤。如此弗禁，则主势降乎上，党与成乎下。禁之便。臣请史官非秦记皆烧之。非博士官所职，天下敢有藏《诗》、《书》、百家语者，悉诣守、尉杂烧之。有敢偶语《诗》《书》者弃市。以古非今者族。吏见知不举者与同罪。令下三十日不烧，黥为城旦。所不去者，医药卜筮种树之书。若欲有学法令，以吏为师。”制曰：“可。”
110. ↑  《史记》卷八十七<李斯列传>：始皇三十四年，置酒咸阳宫，博士仆射周青臣等颂称始皇威德。齐人淳于越进谏曰：“臣闻之，殷周之王千余岁，封子弟功臣自为支辅。今陛下有海内，而子弟为匹夫，卒有田常、六卿之患，臣无辅弼，何以相救哉？事不师古而能长久者，非所闻也。今青臣等又面谀以重陛下过，非忠臣也。”始皇下其议丞相。丞相谬其说，绌其辞，乃上书曰：“古者天下散乱，莫能相一，是以诸侯并作，语皆道古以害今，饰虚言以乱实，人善其所私学，以非上所建立。今陛下并有天下，别白黑而定一尊；而私学乃相与非法教之制，闻令下，即各以其私学议之，入则心非，出则巷议，非主以为名，异趣以为高，率群下以造谤。如此不禁，则主势降乎上，党与成乎下。禁之便。臣请诸有文学《诗》、《书》百家语者，蠲除去之。令到满三十日弗去，黥为城旦。所不去者，医药卜筮种树之书。若有欲学者，以吏为师。”始皇可其议，收去《诗》、《书》百家之语以愚百姓，使天下无以古非今。明法度，定律令，皆以始皇起。同文书。治离宫别馆，周遍天下。明年，又巡狩，外攘四夷，斯皆有力焉。
111. ↑  《汉书》卷二十三<刑法志>：汉兴，高祖初入关，约法三章曰：“杀人者死，伤人及盗抵罪。”蠲削烦苛，兆民大说。其后四夷未附，兵革未息，三章之法不足以御奸，于是相国萧何攟摭秦法，取其宜于时者，作律九章。当孝惠、高后时，百姓新免毒蠚，人欲长幼养老。萧、曹为相，填以无为，从民之欲而不扰乱，是以衣食滋殖，刑罚用稀。
112. ↑  《汉书》卷二<惠帝纪>：七年冬十月，发车骑、材官诣荥阳，太尉灌婴将。春正月辛丑朔，日有蚀之。夏五月丁卯，日有蚀之，旣。秋八月戊寅，帝崩于未央宫。九月辛丑，葬安陵。
113. ↑  《藝文類聚》卷35引《楚漢春秋》：惠帝崩，呂太后欲為高墳，使從未央宮坐而見之。諸將諫，不許。東陽侯垂泣曰：「陛下日夜見惠帝冢，悲哀流涕無已，是傷生也。臣竊哀之。」於是太后乃止。
114. ↑  《史记》卷九<吕太后本纪>：七年秋八月戊寅，孝惠帝崩。发丧，太后哭，泣不下。留侯子张辟彊为侍中，年十五，谓丞相曰：“太后独有孝惠，今崩，哭不悲，君知其解乎？”丞相曰：“何解？”辟彊曰：“帝毋壮子，太后畏君等。君今请拜吕台、吕产、吕禄为将，将兵居南北军，及诸吕皆入宫，居中用事，如此则太后心安，君等幸得脱祸矣。”丞相乃如辟彊计。太后说，其哭乃哀。吕氏权由此起。乃大赦天下。九月辛丑，葬。太子即位为帝，谒高庙。元年，号令一出太后。
115. ↑  《汉书注》卷二<惠帝纪>：臣瓒曰：“帝年十七即位，即位七年，寿二十四。”
116. ↑  《汉书注》卷二<惠帝纪>：荀悦曰：“讳盈之字曰满。”应劭曰：“礼谥法『柔质慈民曰惠』。”师古曰：“孝子善述父之志，故汉家之谥，自惠帝巳下皆称孝也。臣下以满字代盈者，则知帝讳盈也。他皆类此。”
117. ↑  《史记》卷九<吕太后本纪>：太子即位为帝，谒高庙。元年，号令一出太后。
118. 1 2 3  《史记》卷八<高祖本纪>：高祖，沛丰邑中阳里人，姓刘氏，字季。父曰太公，母曰刘媪。
119. ↑  《史记》卷八<高祖本纪>：六年，高祖五日一朝太公，如家人父子礼。太公家令说太公曰：“天无二日，土无二王。今高祖虽子，人主也；太公虽父，人臣也。柰何令人主拜人臣！如此，则威重不行。”后高祖朝，太公拥篲，迎门却行。高祖大惊，下扶太公。太公曰：“帝，人主也，柰何以我乱天下法！”于是高祖乃尊太公为太上皇。
120. ↑  《史记正义》卷八<高祖本纪>：帝王世纪云：“汉昭灵后含始游洛池，有宝鸡衔赤珠出炫日，后吞之，生高祖。”诗含神雾亦云。含始即昭灵后也。陈留风俗传云：“沛公起兵野战，丧皇妣於黄乡，天下平定，使使者以梓宫招幽魂，於是丹蛇在水自洒，跃入梓宫，其浴处有遗发，谥曰昭灵夫人。”汉仪注云：“高帝母起兵时死小黄城，後於小黄立陵庙。”括地志云：“小黄故城在汴州陈留县东北三十三里。”颜师古云：“皇甫谧等妄引谶记，好奇骋博，强为高祖父母名字，皆非正史所说，盖无取焉。宁有刘媪本姓实存，史迁肯不详载？即理而言，断可知矣。”
121. ↑  《史记集解》卷九<吕太后本纪>：徐广曰：“吕后父吕公，汉元年为临泗侯，四年卒，高后元年追谥曰吕宣王。”
122. ↑  《史记》卷九<吕太后本纪>：九月，燕灵王建薨，有美人子，太后使人杀之，无后，国除。
123. 1 2 3  《汉书》卷九十七<外戚传>：孝惠张皇后。宣平侯敖尚帝姊鲁元公主，有女。惠帝即位，吕太后欲为重亲，以公主女配帝为皇后。
124. ↑  许慎《五经异义》：高祖時皇太子納妃，叔孫通制禮，以為天子無親迎，從《左氏》義。
125. ↑  《史记》卷四十九<外戚世家>：吕后长女为宣平侯张敖妻，敖女为孝惠皇后。
126. ↑  《汉书》卷二十七<五行志>：惠帝四年十月乙亥，未央宫凌室灾；丙子，织室灾。刘向以为元年吕太后杀赵王如意，残戮其母戚夫人。是岁十月壬寅，太后立帝姊鲁元公主女为皇后。其乙亥，凌室灾。明日，织室灾。凌室所以供养饮食，织室所以奉宗庙衣服，与《春秋》御廪同义。天戒若曰，皇后亡奉宗庙之德，将绝祭祀。其后，皇后亡子，后宫美人有男，太后使皇后名之，而杀其母。惠帝崩，嗣子立，有怨言，太后废之，更立吕氏子弘为少帝。赖大臣共诛诸吕而立文帝，惠后幽废。
127. ↑  《汉书》卷二<惠帝纪>：四年秋七月乙亥，未央宫凌室灾；丙子，织室灾。
128. ↑  《史记》卷四十九<外戚世家>：吕太后以重亲故，欲其生子万方，终无子，诈取后宫人子炎子。
129. ↑  《汉书》卷二十七<五行志>：其后，皇后亡子，后宫美人有男，太后使皇后名之，而杀其母。惠帝崩，嗣子立，有怨言，太后废之，更立吕氏子弘为少帝。
130. 1 2 3  《史记》卷九<吕太后本纪>：宣平侯女为孝惠皇后时，无子，详为有身，取美人子名之，杀其母，立所名子为太子。孝惠崩，太子立为帝。帝壮，或闻其母死，非真皇后子，乃出言曰：“后安能杀吾母而名我？我未壮，壮即为变。”太后闻而患之，恐其为乱，乃幽之永巷中，言帝病甚，左右莫得见。太后曰：“凡有天下治为万民命者，盖之如天，容之如地，上有欢心以安百姓，百姓欣然以事其上，欢欣交通而天下治。今皇帝病久不已，乃失惑惛乱，不能继嗣奉宗庙祭祀，不可属天下，其代之。”群臣皆顿首言：“皇太后为天下齐民计所以安宗庙社稷甚深，群臣顿首奉诏。”帝废位，太后幽杀之。
131. ↑  《汉书》卷三<文帝纪>：十二年.....二月，出孝惠皇帝后宫美人，令得嫁。
132. ↑  《史记》卷九<吕太后本纪>：七年......九月辛丑，葬。太子即位为帝，谒高庙。元年，号令一出太后。
133. 1 2 3 4 5 6  《史记》卷九<吕太后本纪>：太后欲王吕氏，先立孝惠后宫子彊为淮阳王，子不疑为常山王，子山为襄城侯，子朝为轵侯，子武为壶关侯。
134. ↑  《史记》卷十七<汉兴以来诸侯王年表>：孝惠七年复置淮阳国。高后元年四月辛卯，初王怀王彊元年。彊，惠帝子。高后五年无嗣。
135. ↑  《史记》卷九<吕太后本纪>：五年八月，淮阳王薨，以弟壶关侯武为淮阳王。
136. ↑  《史记》卷十七<汉兴以来诸侯王年表>：高后元年四月辛卯，哀王不疑元年。薨。
137. ↑  二年，常山王薨，以其弟襄城侯山为常山王，更名义。
138. ↑  《史记》卷十九<惠景间侯者年表>：襄城侯，孝惠子，侯。高后元年四月辛卯，侯义元年。高后四年，侯义为常山王，国除。
139. ↑  《史记》卷十七<汉兴以来诸侯王年表>：高后四年七月癸巳，初王义元年。皇子哀王弟。义，孝惠子，故襄城侯，后立为帝。
140. ↑  《史记》卷九<吕太后本纪>：帝废位，太后幽杀之。五月丙辰，立恒山王义为帝，更名曰弘。不称元年者，以太后制天下事也。
141. 1 2  《史记》卷九<吕太后本纪>：五月丙辰，立常山王义为帝，更名曰弘。不称元年者，以太后制天下事也。以轵侯朝为常山王。
142. 1 2 3 4 5  《史记》卷九<吕太后本纪>：后九月晦日己酉，至长安，舍代邸。大臣皆往谒，奉天子玺上代王，共尊为天子。代王数让，群臣固请，然后听......夜，有司分部诛灭梁、淮阳、常山王及少帝于邸。
143. ↑  《史记》卷十九<惠景间侯者年表>：轵侯，孝惠子，侯。高后元年四月辛卯，侯朝元年。高后四年，侯朝为常山王，国除。
144. ↑  《史记》卷十七<汉兴以来诸侯王年表>：高后四年五月丙辰，初王朝元年。朝，惠帝子，故轵侯。
145. ↑  《史记》卷九<吕太后本纪>：五年八月，淮阳王薨，以弟壶关侯武为淮阳王。
146. ↑  《史记》卷十九<惠景间侯者年表>：壶关侯，孝惠子，侯。高后元年四月辛卯，侯武元年。高后五年，侯武为淮阳王。
147. ↑  《史记》卷十七<汉兴以来诸侯王年表>：高后六年，初王武元年。武，孝惠帝子，故壶关侯。
148. ↑  《史记》卷十九<惠景间侯者年表>：昌平侯，孝惠子，侯。高后四年二月癸未，侯太元年。高后七年，太为吕王，国除。
149. ↑  《史记》卷九<吕太后本纪>：二月，徙梁王恢为赵王。吕王产徙为梁王，梁王不之国，为帝太傅。立皇子平昌侯太为吕王。更名梁曰吕，吕曰济川。
150. ↑  《史记》卷十七<汉兴以来诸侯王年表>：高后七年二月丁巳，王太元年。惠帝子。
151. ↑  《史记》卷九<吕太后本纪>：八月......戊辰，徙济川王王梁，立赵幽王子遂为赵王。
152. ↑  《史记》卷九<吕太后本纪>：诸大臣相与阴谋曰：“少帝及梁、淮阳、常山王，皆非真孝惠子也。吕后以计诈名他人子，杀其母，养后宫，令孝惠子之，立以为后，及诸王，以彊吕氏。”
153. ↑  .   [2016-01-27]. （原始内容存档于2015-05-18）.

### 书目
- 《史记》及《史記三家註》
- 《汉书》
- 《前汉纪》
- 《新序·善謀下》
- 《西京杂记》
- 《全汉文》
- 晋文. . 《淮阴师范学院学报(哲学社会科学版)》. 1995, 4: 97–99 （中文（简体））.
- 赵沛. . 《济南大学学报(社会科学版)》. 2001, 11 (2): 72–74 （中文（简体））.
- 郑晓时. . 《中国史研究》. 2005, 3: 15–34 （中文（简体））.
- 陆擎宇. . 《西安文理学院学报(社会科学版)》. 2012, 15 (2): 4–7 （中文（简体））.
- 郑晓时. . 《现代语文:学术综合版》. 2014, 8: 10–12 （中文（简体））.

## 延伸阅读
[在维基数据编辑]
 《漢書/卷002》，出自班固《漢書》
 在维基共享资源阅览影像
| 汉惠帝 西漢出生于：前210年逝世於：前188年 | 汉惠帝 西漢出生于：前210年逝世於：前188年 | 汉惠帝 西漢出生于：前210年逝世於：前188年 |
| 統治者頭銜                                | 統治者頭銜                                | 統治者頭銜                                |
| ----------------------------------------- | ----------------------------------------- | ----------------------------------------- |
| 前任： 太祖高皇帝 劉邦                    | 汉朝皇帝 前195年－前188年                 | 繼任： 西汉前少帝                         |
| 前任： 太祖高皇帝 劉邦                    | 中國君主 前195年－前188年                 | 繼任： 西汉前少帝                         |